# Harry, ti presento Sally...
Harry, ti presento Sally… (When Harry Met Sally…) è un film del 1989 diretto da Rob Reiner e scritto da Nora Ephron.
La pellicola narra la storia di Harry Burns (Billy Crystal), Sally Albright (Meg Ryan) e del loro profondo rapporto di amicizia, che poi si trasforma in amore. Il film ha segnato un punto di svolta nella carriera del regista, della sceneggiatrice e dei protagonisti: negli Stati Uniti accrebbe infatti la loro popolarità, mentre nel resto del mondo li rese noti al grande pubblico. All'interno dell'opera appare in un cameo Estelle Reiner, madre del regista, che pronuncia la celebre battuta Quello che ha preso la signorina, inserita al trentatreesimo posto nella lista delle migliori citazioni cinematografiche di tutti i tempi.
Il film fu distribuito nelle sale statunitensi a partire dal 21 luglio 1989, mentre in quelle italiane dal 5 gennaio 1990 e divenne – con un incasso totale di oltre 186 milioni di dollari – un successo di pubblico e di critica, la quale apprezzò in particolare l'ironia dei dialoghi e l'alchimia tra i due protagonisti. Candidato per l'Oscar alla migliore sceneggiatura originale e a cinque Golden Globe, Harry, ti presento Sally… fu inserito dall'American Film Institute all'interno della lista delle migliori commedie statunitensi, dei migliori film sentimentali e delle migliori commedie romantiche, assumendo con il tempo lo status di film di culto.

## Trama
Chicago, 1977. Dopo la conclusione dell'università, Harry Burns e Sally Albright decidono di trasferirsi a New York per intraprendere le rispettive carriere lavorative; il primo ha intenzione di diventare consulente politico, la seconda di studiare in una scuola per giornalisti. I due sono messi in contatto da Amanda Reese, fidanzata con Harry e migliore amica di Sally. Durante il lungo viaggio in auto, i due non solo hanno modo di dividersi le spese, ma anche di conoscersi attraverso numerose conversazioni; in particolare, Harry sostiene che ognuno possieda un lato oscuro, mentre Sally afferma di tenere costantemente un atteggiamento positivo. In seguito Harry confida alla compagna di viaggio di trovarla attraente, suscitando la contrarietà di quest'ultima, che teme di fare un torto ad Amanda. La ragazza propone tuttavia di rimanere amici, ma Harry rifiuta, sostenendo che:
All'alba, giunti al parco di Washington Square, i due si salutano, senza prevedere che si sarebbero incontrati nuovamente; cinque anni dopo, Harry vede all'aeroporto un suo vecchio conoscente, Joe, che sta baciando Sally. Malgrado non la riconosca subito, i due si ritrovano a prendere lo stesso volo, cosicché ha occasione di parlare con lei; entrambi hanno inoltre una relazione stabile: Sally convive infatti con Joe, mentre Harry ha deciso di sposarsi con Helen Hillson, un avvocato. I discorsi di Harry sull'amore scandalizzano tuttavia nuovamente Sally e, quando viene da lui invitata a cenare insieme, esprime un forte diniego.
Dopo altri cinque anni, i due si rincontrano casualmente in una libreria a Manhattan: Sally è stata lasciata dal compagno, mentre la moglie di Harry ha chiesto la separazione per convivere con un altro uomo, dicendo al marito che non era sicura di averlo mai amato. In particolare, Harry si trova profondamente giù di morale e soffre per l'accaduto, al contrario di Sally, la quale mantiene un comportamento rilassato. Harry e Sally prendono così un caffè insieme e decidono di tenersi in contatto; tra loro s'instaura un profondo legame di amicizia, che li porta a farsi confessioni reciproche e a discutere con estrema sincerità. Avendo avuto approcci diversi con l'amore, discutono anche della possibilità che la donna finga l'orgasmo; nonostante che Harry sostenga di saper riconoscere la differenza, Sally gli dimostra il contrario, simulandone uno all'interno di un ristorante e davanti a tutti gli altri clienti.
Harry e Sally trascorrono insieme anche il Capodanno e si promettono che avrebbero fatto ugualmente anche l'anno successivo, nel caso entrambi fossero ancora rimasti single. Successivamente i due organizzano un incontro combinato insieme ai loro migliori amici, lo scrittore Jess e l'arredatrice Marie; l'appuntamento non ottiene il successo sperato, tuttavia questi ultimi si innamorano a prima vista e decidono di andare a vivere insieme. In seguito Harry incontra di nuovo Helen: ciò lo scuote notevolmente, tanto da consigliare in preda alla rabbia a Jess e Marie di non confondere gli oggetti dell'uno con quelli dell'altro, in vista di una loro futura separazione.
Nel frattempo, sia Harry che Sally hanno delle brevi relazioni, delle quali non sono comunque troppo convinti. Una sera, Sally telefona disperata ad Harry per chiedergli di recarsi a casa sua, dopo essere stata informata da Joe che si sarebbe a breve sposato con un'altra; Sally capisce che Joe con lei desiderava esclusivamente la convivenza poiché in realtà non l'amava, di conseguenza Harry cerca in ogni modo di consolarla e i due finiscono a letto insieme. La mattina seguente Harry, imbarazzato, lascia rapidamente l'appartamento dell'amica; la sera stessa i due cenano insieme e convengono di avere commesso un errore. In seguito a ciò, i due preferiscono però smettere di frequentarsi. Tre settimane dopo Jess e Marie si sposano ed entrambi sono invitati in qualità di testimoni; Harry cerca di riappacificarsi con Sally, ma la ragazza non è affatto intenzionata a perdonarlo e litiga con lui.
Durante le settimane successive, Harry telefona ripetutamente all'amica per riallacciare i rapporti, ma Sally non risponde ad alcuna delle sue chiamate. Harry riesce infine a parlare con Sally e le propone di trascorrere insieme il Capodanno, come si erano promessi l'anno precedente; la ragazza tuttavia rifiuta, sostenendo di non voler essere per lui un'ancora di salvezza. Sally si reca così a una festa, insieme a Jess e Marie, nella quale però non si diverte affatto; Harry trascorre invece la serata da solo, girovagando per la città. Dopo avere visto una coppia baciarsi e aver ripensato all'accaduto, Harry comprende infine i suoi sentimenti nei confronti di Sally e corre da lei. Inizialmente la ragazza lo respinge, ma il giovane dichiara ugualmente il suo amore:
Ugualmente anche Sally capisce di amare Harry e i due si baciano appassionatamente, avendo compreso di non essere più amici, bensì innamorati; tre mesi dopo Harry e Sally celebrano infatti il loro matrimonio.
Il film è scandito da brevi intervalli in cui alternativamente diverse coppie anziane, rimaste sposate per 4 o 5 decenni, narrano brevemente come si sono incontrate e hanno deciso di iniziare il loro lunghissimo matrimonio.

## Personaggi

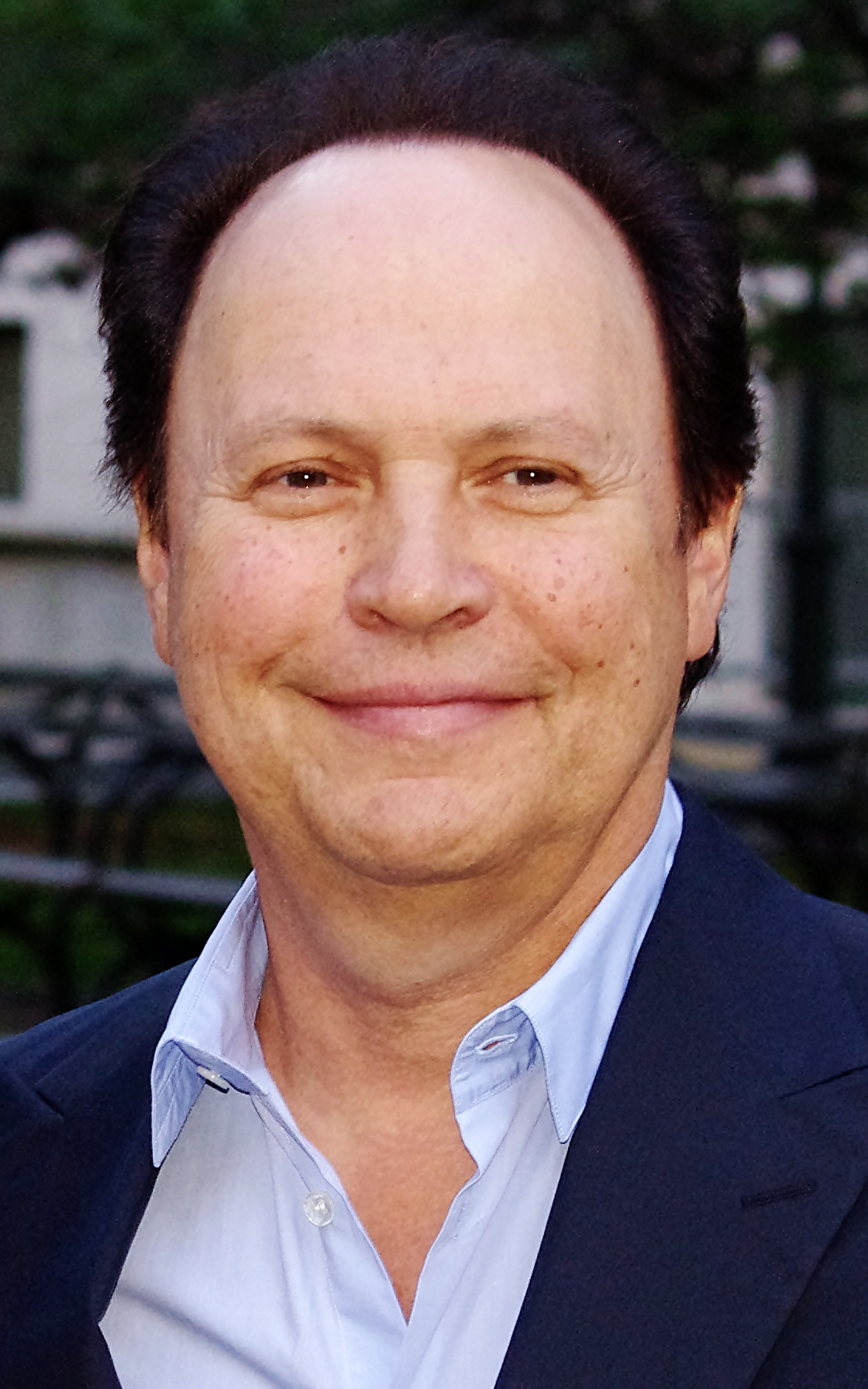
Billy Crystal interpreta Harry Burns, protagonista maschile della pellicola.

- Harry Burns è un giovane di Chicago che decide di trasferirsi a New York, dove intraprenderà la carriera di consulente politico. Sostiene che ogni persona abbia un lato oscuro e che un uomo e una donna non possano realmente diventare amici, a causa del sesso. Dopo la separazione dalla moglie Helen, instaurerà con Sally Albright un profondo legame d'amicizia, che si trasforma infine in amore.
- Sally Albright è una ragazza di Chicago che sogna di diventare giornalista, dal carattere ottimista ed estremamente preciso. Inizialmente non apprezza Harry a causa dei suoi ragionamenti cinici ed eccentrici; dopo essere stata lasciata da Joe, con il quale conviveva da cinque anni, entra tuttavia in sintonia con lui.
- Jess è uno scrittore, migliore amico di Harry; in seguito a un incontro combinato si innamora di Marie, con la quale decide di vivere insieme e sposarsi.
- Marie è un'arredatrice, migliore amica di Sally, e ha una relazione infelice con un uomo sposato; in seguito a un incontro combinato si innamora di Jess, con il quale poi si sposa.
- Amanda Reese era durante l'università la ragazza di Harry e la migliore amica di Sally, tanto da metterli in contatto e permettendo loro di ottimizzare i costi nel viaggio tra Chicago e New York.
- Joe è l'uomo con il quale Sally ha convissuto per cinque anni; dopo avere lasciato la ragazza, l'uomo convola rapidamente a nozze con Kimberly, una procuratrice distrettuale.
- Helen Hillson è la moglie di Harry; dopo essere stata sposata per cinque anni chiede la separazione dal marito, essendo intenzionata a vivere insieme a un altro uomo, Ira Stone.

## Produzione

### Sviluppo del progetto

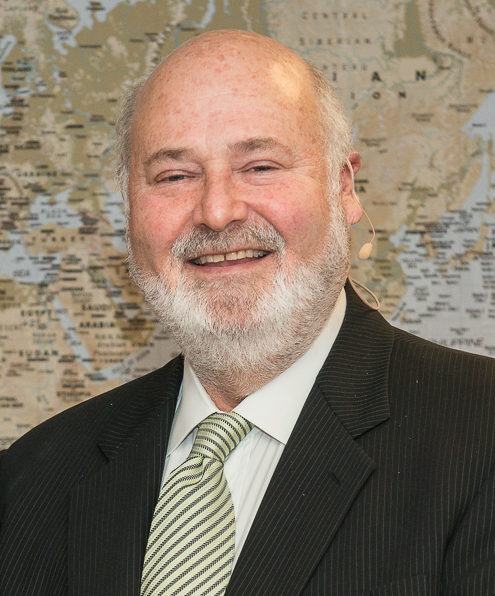
Rob Reiner, regista di Harry, ti presento Sally…

Nel 1985 il regista Rob Reiner propose alla sceneggiatrice Nora Ephron di pranzare presso la Russian Tea Room di New York, per discutere insieme sulla possibile realizzazione di un film; quest'ultima – sebbene fosse interessata a lavorare con Reiner – non rimase tuttavia convinta dalla storia che le venne proposta. Durante il secondo incontro, al quale era presente anche il produttore Andrew Scheinman, la discussione s'incentrò prevalentemente sul significato dell'essere single e sul modo in cui tale situazione viene affrontata. Nel terzo incontro, Reiner propose infine una storia riguardante due amici che non volevano fare sesso per non rovinare il loro rapporto, ma che sarebbero poi finiti a infrangere questa "regola". Ephron accettò entusiasta l'idea, mentre Reiner iniziò a occuparsi della pre-produzione insieme ai membri dello studio Castle Rock Entertainment, il quale – essendo stato da lui fondato – lasciò ai due piena libertà di realizzazione. Harry, ti presento Sally… risultò essere il secondo film prodotto dallo studio, dopo Gente del Nord.
Ephron completò la prima stesura della sceneggiatura mentre Reiner dirigeva Stand by Me - Ricordo di un'estate; in seguito incontrò nuovamente il regista, prima che iniziasse le riprese de La storia fantastica. Per ottenere degli spunti riguardo al protagonista maschile della vicenda, Ephron fece a numerosi maschi e in particolare a Reiner domande sul loro modo di relazionarsi con l'altro sesso. Quest'ultimo era stato da poco lasciato dalla moglie Penny Marshall, dopo dieci anni di matrimonio, cosa che lo aveva portato – secondo Nora Ephron – a essere contemporaneamente depresso e orgoglioso della propria depressione, oltre che a sviluppare un senso dell'umorismo nero, cinico e corrosivo. Al contrario, il personaggio di Sally fu basato sulla stessa sceneggiatrice, la quale si caratterizzava per un comportamento attivo e controllato, ma anche per avere una visione prevalentemente ottimistica del mondo; nelle intenzioni di Ephron, l'atteggiamento di Sally doveva essere un contrappeso al modo di fare nevrotico di Harry. Sia la sceneggiatrice che il regista sottolinearono inoltre la fortuna di aver trovato Billy Crystal e Meg Ryan come protagonisti, ossia due attori che non si erano ancora affermati in ambito cinematografico; la loro scelta riuscì infatti a permettere che Harry, ti presento Sally… fosse sviluppato al costo relativamente contenuto di 14.5 milioni di dollari.
Durante la lavorazione della pellicola, furono considerati numerosi titoli: Blue Moon (Luna blu), Boy Meets Girl (Un ragazzo incontra una ragazza), How They Met (Come si incontrarono), It Had to Be You (Dovevi essere tu), Just Friends (Solo amici), Playing Melancholy Baby (Suonando Melancholy Baby), Scenes from a Friendship (Scene da un'amicizia) e Words of Love (Parole d'amore). Per la scelta del titolo definitivo, Reiner organizzò anche un piccolo concorso tra i membri della troupe, nel quale sarebbe stato possibile vincere una cassa di Champagne. Dopo l'iniziale scelta di Harry, This Is Sally… (Harry, questa è Sally…), titolo particolarmente apprezzato dalla sceneggiatrice e usato nell'edizione italiana della pellicola, il regista preferì When Harry Met Sally… (Quando Harry incontrò Sally…), poiché a suo parere il cardine della vicenda si trovava proprio nell'incontro fra i due protagonisti. Come "filo conduttore" e intermezzo tra alcune scene del film, Reiner decise di inserire storie vere riguardanti come alcune coppie si erano conosciute, ritenendo che ogni persona avesse una meravigliosa storia da raccontare; per motivi di praticità, tali scene furono tuttavia recitate da attori.

### Sceneggiatura e regia

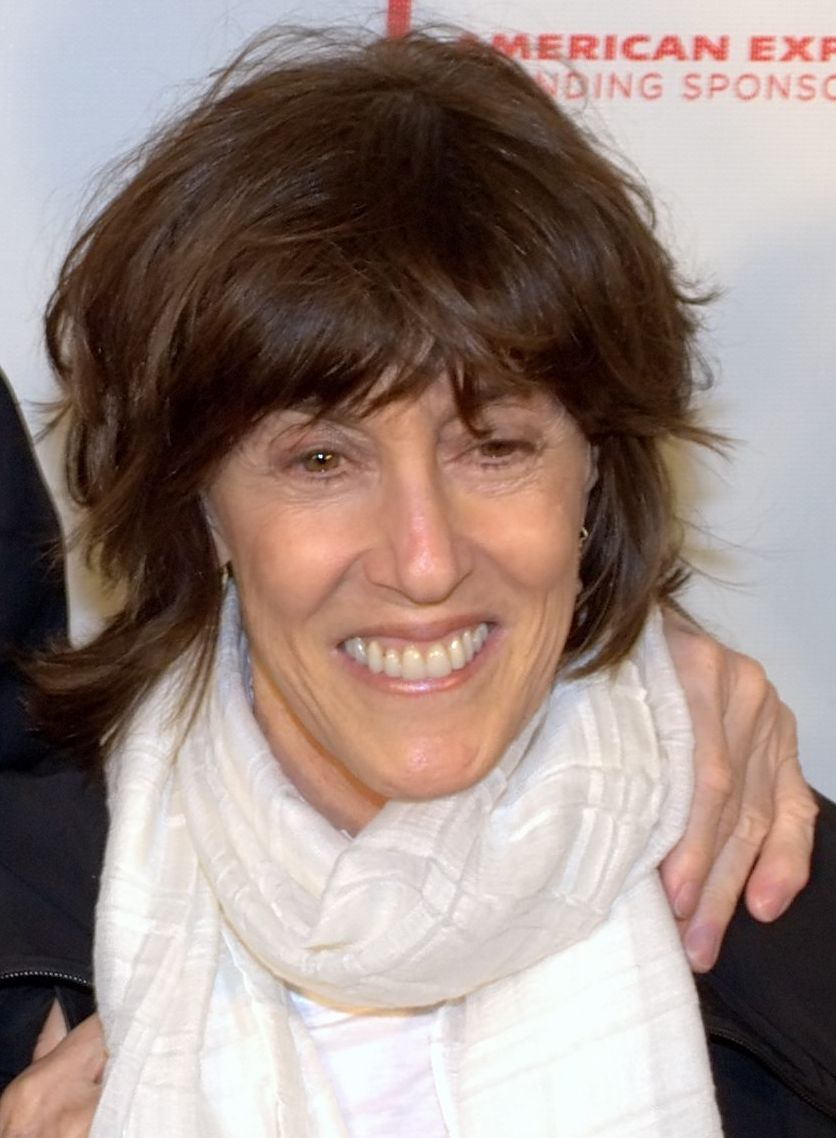
Nora Ephron, sceneggiatrice di Harry, ti presento Sally...

Nora Ephron elogiò più volte il cast per la sua creatività e inventiva, affermando che «"è da pazzi non cambiare la sceneggiatura, quando hai a che fare con attori così"»: numerose parti dello script furono infatti aggiunte dopo un confronto con i membri del cast, o furono frutto dell'improvvisazione di questi ultimi. In particolare, Billy Crystal improvvisò con Meg Ryan l'intera scena in cui i due fanno versi utilizzando le parole "pepe" e "paprica", parte della dichiarazione d'amore finale e l'intero epilogo della vicenda, nel quale i due protagonisti parlano del loro matrimonio. Le peculiari ordinazioni di Sally furono invece inserite per volontà del regista, sulla base del comportamento di Nora Ephron, la quale era solita in occasione dei pasti fare ai camerieri numerose e precise richieste. La sceneggiatrice scelse inoltre di non aggiungere sottotrame lavorative, le quali secondo Ephron non avrebbero coinvolto gli spettatori, bensì li avrebbero allontanati dal fulcro della vicenda; i mestieri dei vari personaggi furono di conseguenza soltanto accennati.
Riguardo alla celebre scena dell'orgasmo simulato, nella stesura originale era previsto solo che i protagonisti parlassero di orgasmi non autentici; Meg Ryan si offrì tuttavia di simularne uno e propose di ambientare la scena in un luogo affollato, come un ristorante. La frase conclusiva della scena, Quello che ha preso la signorina – nella versione originale I'll have what she's having – fu invece suggerita da Billy Crystal e recitata dalla madre del regista, Estelle Reiner; tale battuta, che nelle intenzioni di Reiner doveva essere l'apice dell'intera sequenza, è stata inserita al trentatreesimo posto nella classifica AFI's 100 Years... 100 Movie Quotes, comprendente le frasi più celebri della storia del cinema. Relativamente a ciò, Reiner ed Ephron sottolinearono che durante le proiezioni di prova le spettatrici ridevano di gusto, mentre al contrario gli spettatori di sesso maschile rimanevano in silenzio.
Rob Reiner affermò di aver diretto il film tenendo sempre in mente il concetto di amicizia, da lui intesa come «un rapporto in cui si condividono pensieri e sentimenti intimi» che trova la sua sublimazione nel matrimonio; tuttavia, per Reiner una reale amicizia tra uomo e donna era impossibile, essendo sempre presente una tensione sessuale di base, capace di condizionare il rapporto. Lo scopo del regista diventò quindi «dire la verità su come stanno le cose tra uomini e donne», basandosi sulla propria esperienza e cercando di trasmettere le sue emozioni al pubblico, con un approccio empatico. Sebbene la domanda principale della pellicola sia "Possono un uomo e una donna essere amici?", Nora Ephron affermò:
La sceneggiatrice ha inoltre aggiunto che "ci sono due tradizioni nella commedia romantica: quella cristiana, dove c'è un ostacolo alla relazione, e quella ebraica, […] dove l'ostacolo di base sono le nevrosi del protagonista maschile", confermando di essersi ispirata prevalentemente a quest'ultima tradizione; similmente, anche Billy Crystal ha affermato che «l'unico ostacolo in questo film sono loro stessi, [Harry e Sally]». Secondo le idee della sceneggiatrice e del regista, al termine della pellicola Harry e Sally avrebbero dovuto semplicemente rimanere amici, senza sviluppare alcuna relazione romantica; entrambi, pur sapendo che commercialmente non sarebbe stata la decisione migliore, convenivano infatti che tale epilogo fosse estremamente realistico. Sebbene tale conclusione fosse già stata girata, verso il termine delle riprese i due decisero di modificare il finale a favore di una conclusione maggiormente romantica; tra i motivi che portarono a questa scelta ci furono la decisione di Reiner di sposarsi nuovamente con Michelle Singer, fotografa conosciuta durante le riprese del film, e il ripensamento di Nora Ephron, la quale avrebbe in seguito affermato che il finale originario era "un totale disastro", assolutamente non in linea con le precedenti scene del film.

### Cast

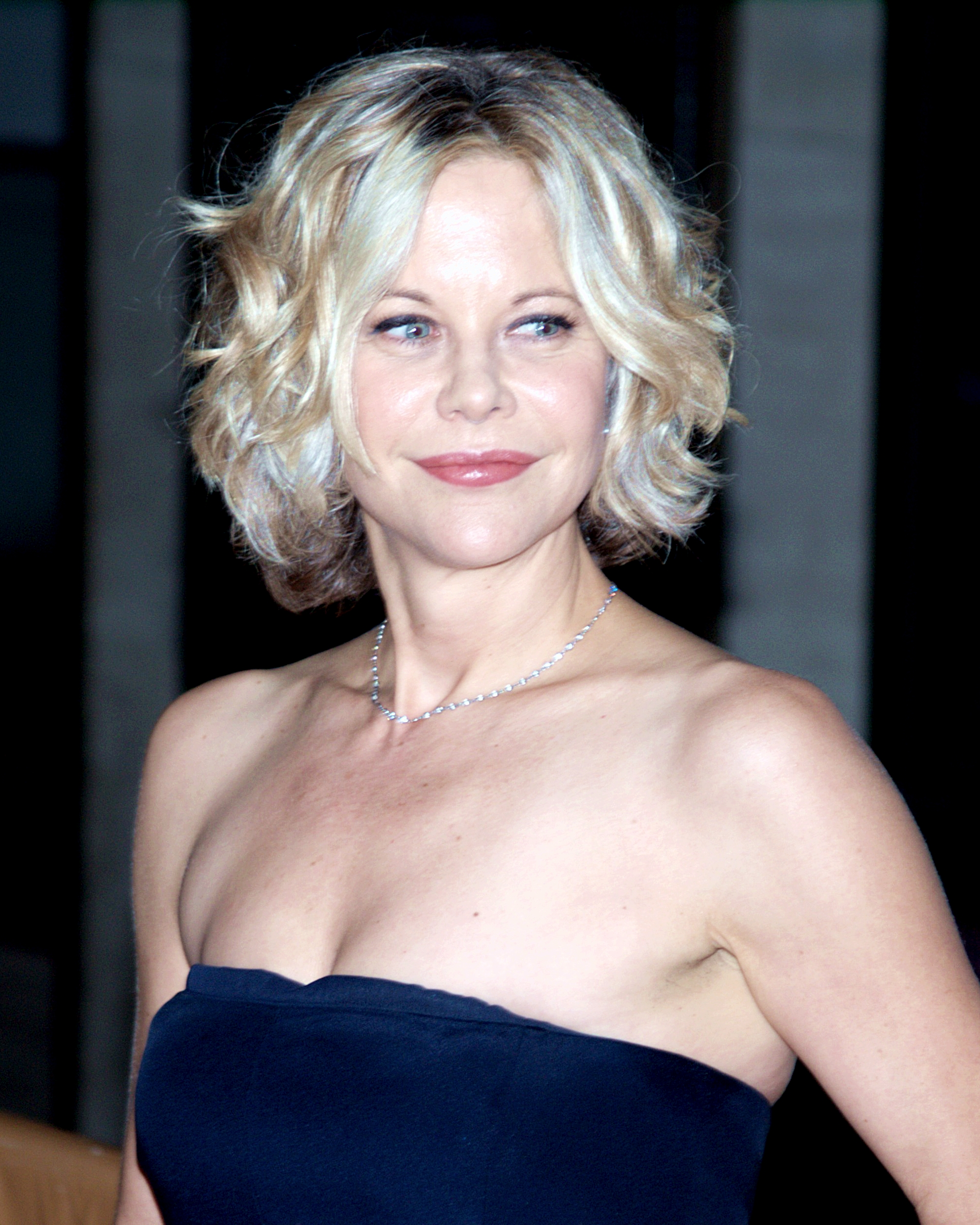
Meg Ryan interpreta Sally Albright, protagonista femminile della pellicola.

- Billy Crystal è Harry Burns. L'attore fu contattato direttamente dal regista, che lo desiderava nel ruolo del protagonista;[4] i due infatti avevano precedentemente lavorato insieme in Arcibaldo ed erano rimasti ottimi amici.[6] Secondo Reiner «Billy diede molto al film, non solo come interprete, perché è anche un grande comico e autore: aggiunse alcune delle battute più belle del film»;[6][14] similmente Crystal ricorda positivamente la grande libertà di sperimentazione e di inventiva e ha ammesso che per lui «il film è stato una sorta d'illuminazione, […] è sempre attuale, senza tempo, perché fa vedere quando sia bello innamorarsi e chiunque spera che gli capiti»[5] Per immedesimarsi maggiormente nel personaggio e accentuare il suo carattere cinico e solitario, durante le riprese Crystal chiese di poter passare parte del tempo in una stanza lontano dagli altri membri del cast.[15] Tra gli altri attori cui fu fatto girare un provino per interpretare quella parte ci furono Albert Brooks, Richard Dreyfuss, Tom Hanks, Michael Keaton e lo stesso Rob Reiner.[16]
- Meg Ryan è Sally Albright. L'attrice fu lieta di partecipare al progetto, poiché segnò un punto fondamentale nella sua carriera cinematografica. Secondo il suo parere, malgrado avesse interpretato numerosi ruoli interessanti e anche abbastanza variegati, non aveva mai avuto l'occasione di interpretare una protagonista; Ryan ritenne inoltre di essere stata fortunata ad aver recitato nella pellicola, poiché ebbe più tempo a disposizione per mostrare le sue qualità, non interpretando il ruolo della "ragazza indifesa"[17]. Per recitare nella pellicola, Meg Ryan dovette rinunciare al ruolo di Shelby Eatenton in Fiori d'acciaio, che fu poi assegnato a Julia Roberts.[18] Fra le altre attrici che avrebbero potuto fare tale parte erano presenti Susan Dey, Elizabeth McGovern, Elizabeth Perkins e Molly Ringwald;[19] quest'ultima interpretò tuttavia Sally nel 2004, in occasione della trasposizione teatrale dell'opera, che ha ricevuto un'accoglienza tiepida.[20]
- Bruno Kirby è Jess. L'attore accettò di prendere parte al film poiché conosceva Reiner e Crystal da oltre dieci anni ed erano rimasti amici stretti; per Kirby girare la pellicola fu infatti «cenare con i propri migliori amici, svegliarsi la mattina e lavorare nuovamente insieme ai propri migliori amici».[17] Riguardo alla sceneggiatura, Kirby affermò di aver particolarmente apprezzato l'evoluzione che il suo personaggio subisce e che lo porta «dopo aver sposato Carrie Fisher, a smetterla con le proprie cattive abitudini, ad abbandonare la vita sedentaria […] e in definitiva a prendere davvero in mano la sua vita».[21]
- Carrie Fisher è Marie. L'attrice ricorda positivamente le riprese della pellicola, la simpatia di Meg Ryan e l'ottima sceneggiatura; in particolare, Fisher apprezzò il fatto che il suo personaggio – pur essendo ironico e nevrastenico – le ricordasse quelli interpretati dall'attrice Eve Arden, di cui era un'ammiratrice.[17] Carrie Fisher notò inoltre che si era creato «una specie di gruppo tra maschietti, formato da Bruno Kirby, Rob Reiner e Billy Crystal: un vero trio di testosterone»;[22] in ogni caso, secondo l'attrice ciò contribuì a un costante clima ilare e ricco di comicità durante la realizzazione del film.[17]

Tra gli altri attori presenti nella commedia:
- Michelle Nicastro è Amanda Reese.
- Steven Ford è Joe.

- Harley Jane Kozak è Helen Hillson.
- Kevin Rooney è Ira Stone.

- Lisa Jane Persky è Alice.
- Kyle T. Heffner è Gary.

#### Cameo
Estelle Reiner è una cliente del ristorante nel quale Sally simula l'orgasmo, madre del regista Rob Reiner; quest'ultimo si è in seguito definito lieto che la madre «abbia potuto recitare non solo la battuta più divertente della pellicola, ma probabilmente la più divertente di ogni film che abbia girato».

### Riprese

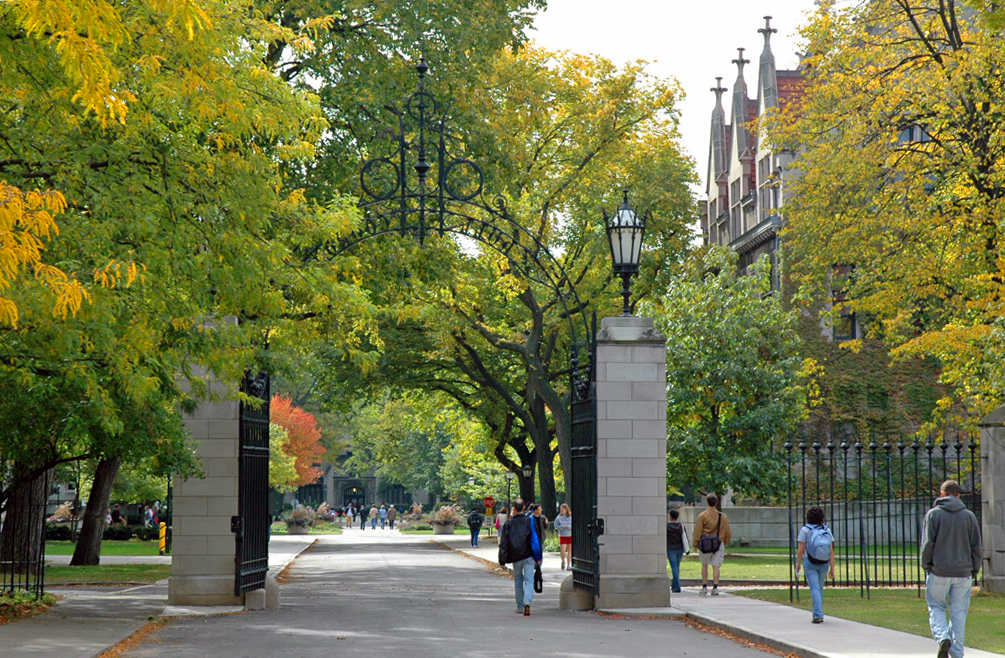
L'ingresso dell'Università di Chicago, dove ha luogo la prima scena del film.

Le riprese del film ebbero inizio il 29 agosto 1988 e terminarono il 15 novembre dello stesso anno; esse si svolsero quasi totalmente a New York, scelta dalla sceneggiatrice poiché in una tale città, «insieme piccola e grande, era incredibile che due persone s'incontrassero in un modo tanto strano». Secondo l'attrice Carrie Fisher «"la città è un personaggio e dà al film un carattere cosmopolita»; similmente, anche Billy Crystal ha affermato che «il film poteva svolgersi solo a New York. È la città più romantica in quella stagione e in quel momento della loro vita. Quel tipo di intelligenza e di umorismo non poteva che esprimersi lì». Anche Rob Reiner ritenne l'ambientazione cruciale per la buona riuscita della pellicola, notando che la difficoltà «era trovare immagini di New York che non fossero già state sfruttate; […] scoprire nuove location e angolazioni diverse e farle apparire come qualcosa di nuovo». I primi giorni furono trascorsi dalla troupe e dal cast nelle città di Los Angeles e Chicago, per delle brevi riprese; a Los Angeles – presso l'Hotel Park Plaza, situato al 607 di South Park View Street – venne situato l'ingresso del palazzo in cui Sally si trova per festeggiare il Capodanno, dopo aver litigato con Harry, mentre le scene iniziali della pellicola furono girate presso l'Università di Chicago, situata al 5801 di Ellis Avenue. La troupe si spostò quindi a New York, dove rimase fino al termine delle riprese.

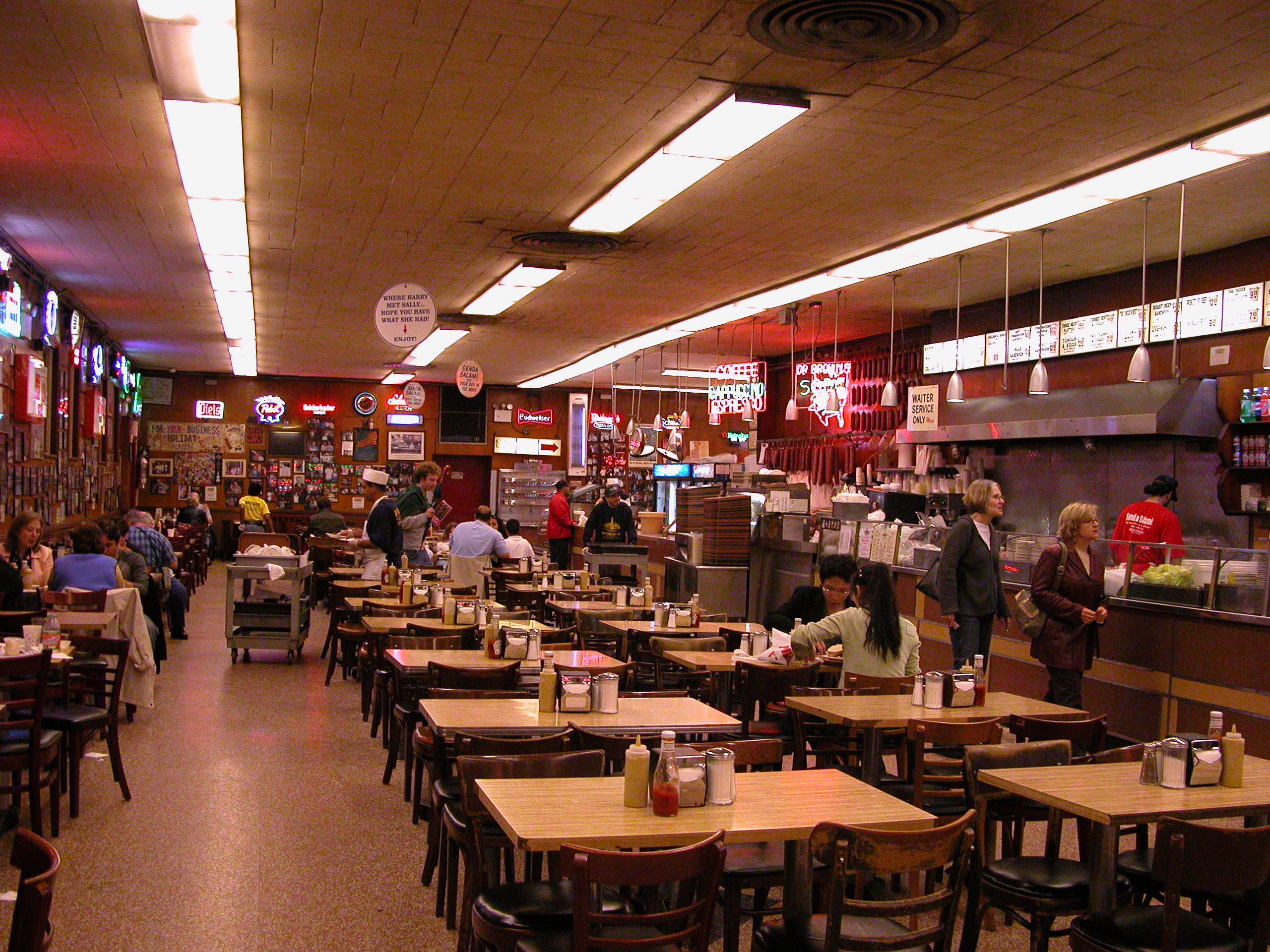
Interno del Katz's Delicatessen, ristorante in cui si svolge la celebre scena dell'orgasmo simulato.

Il luogo in cui i due protagonisti si separano per la prima volta dopo essere giunti a New York è l'Arco di Trionfo presso il Parco di Piazza Washington, all'angolo con la Quinta Strada di Manhattan; i due si rincontrano per la prima volta all'Aeroporto John Fitzgerald Kennedy, e in seguito nella libreria Shakespeare & Co., situata al 2259 di Broadway e non più esistente. Lo stadio in cui Harry discute con Jess riguardo al suo divorzio è il Giant Stadium, situato ad East Rutherford, nel New Jersey; Sally parla invece con le amiche della fine del suo fidanzamento presso la Loeb Boathouse, ristorante situato all'interno di Central Park, all'angolo tra la Settantaquattresima e la Settantacinquesima Strada. Central Park viene inoltre attraversato da Harry e Jess mentre fanno jogging, oltre che dai protagonisti mentre discutono delle loro fantasie ricorrenti; in particolare, Rob Reiner ha confessato di apprezzare particolarmente quest'ultima scena, nella quale «si vedono i vari colori delle foglie», che rendono Central Park «sempre meraviglioso». La sequenza in cui Harry e Sally scherzano tra loro usando le parole "pepe" e "paprica" è invece ambientata presso il Museo Metropolitano d'Arte, nella sala del Tempio di Dendur; il regista e la scenografa Jane Musky scelsero tale location poiché apprezzavano «la sproporzione tra loro due e il mondo» che si veniva a creare al suo interno.

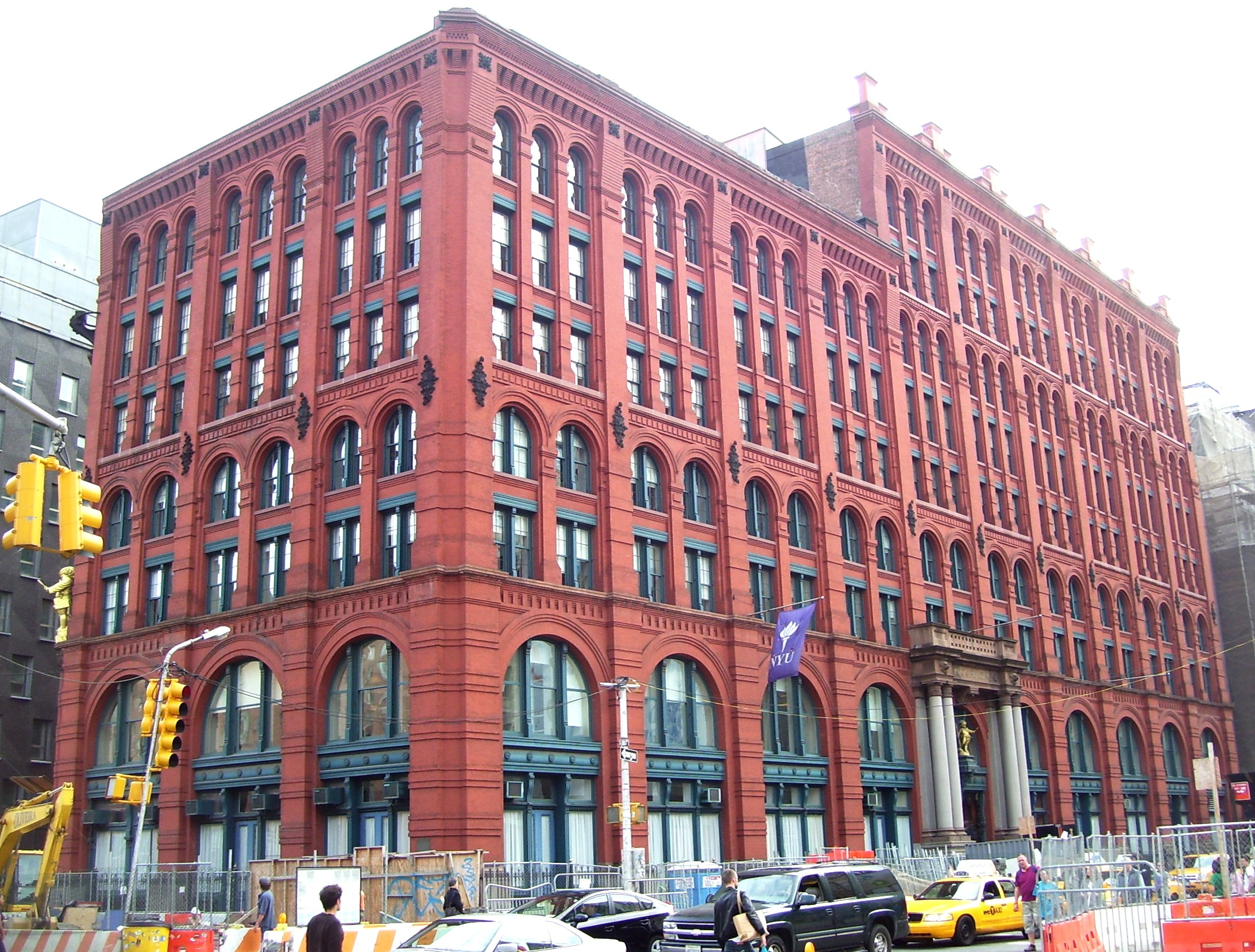
Il Puck Building, edificio in cui Harry fa la propria dichiarazione d'amore a Sally.

Jane Musky, in accordo con il regista e la sceneggiatrice, scelse per i vari personaggi degli appartamenti spaziosi, "che molti della loro età non avrebbero potuto permettersi", con lo scopo di far rimanere il pubblico estasiato. L'addetta alla scenografia affrontò inoltre numerose discussioni riguardanti la qualità delle immagini, temendo che immagini troppo belle avrebbero potuto sembrare agli occhi del pubblico poco credibili; in seguito optò comunque per la «bellezza assoluta». L'appartamento di Harry è situato al numero 57 dell'Undicesima Strada, mentre quello in cui Jess e Marie si trasferiscono dopo essersi sposati si trova nella zona residenziale dell'Upper West Side, al 32 dell'Ottantanovesima Strada. Il ristorante in cui questi ultimi s'incontrano per la prima volta è il Cafè Luxembourg, posto al numero 200 della Settantesima Strada, mentre il loro ricevimento di matrimonio è ambientato al settimo piano del Puck Building, situato al 295 di Lafayette Street; al primo piano del medesimo edificio è stata invece ambientata la scena finale della pellicola, nella quale i protagonisti si dichiarano il loro amore. Harry e Sally, per trovare un regalo ai due amici, si recano inoltre all'interno di un negozio Sharper Image, situato al numero 4 della Cinquantasettesima Strada, il quale ha poi cessato le attività.
La scena dell'orgasmo simulato fu filmata al ristorante Katz's Delicatessen, comunemente conosciuto come Katz Deli e situato al 205 di Houston Street, nell'East Side. Tale location fu scelta poiché Musky cercava «un posto frequentato quotidianamente da gente comune, che desse la sensazione di vulnerabilità e tranquillità», con lo scopo di amplificare ulteriormente la reazione degli spettatori dinnanzi all'insolito comportamento di Sally; in seguito all'interno del locale è stata posta una targa commemorativa, recante scritto «Il luogo di Harry, ti presento Sally… Speriamo che anche voi prendiate quello che ha preso la signorina!» (in inglese Where Harry Met Sally… Hope you have what she had!). Nel 2013, nel medesimo luogo, la sequenza è stata replicata da venti membri del gruppo Improv Everywhere, coordinati da Zach Linder e Ashley Ward, rispettivamente nei ruoli di Harry e Sally; nel 2019, in occasione dei trent'anni dall'uscita di Harry, ti presento Sally…, il ristorante stesso ha indetto un concorso per ricreare al suo interno e al medesimo tavolo la celebre scena.

### Scene eliminate

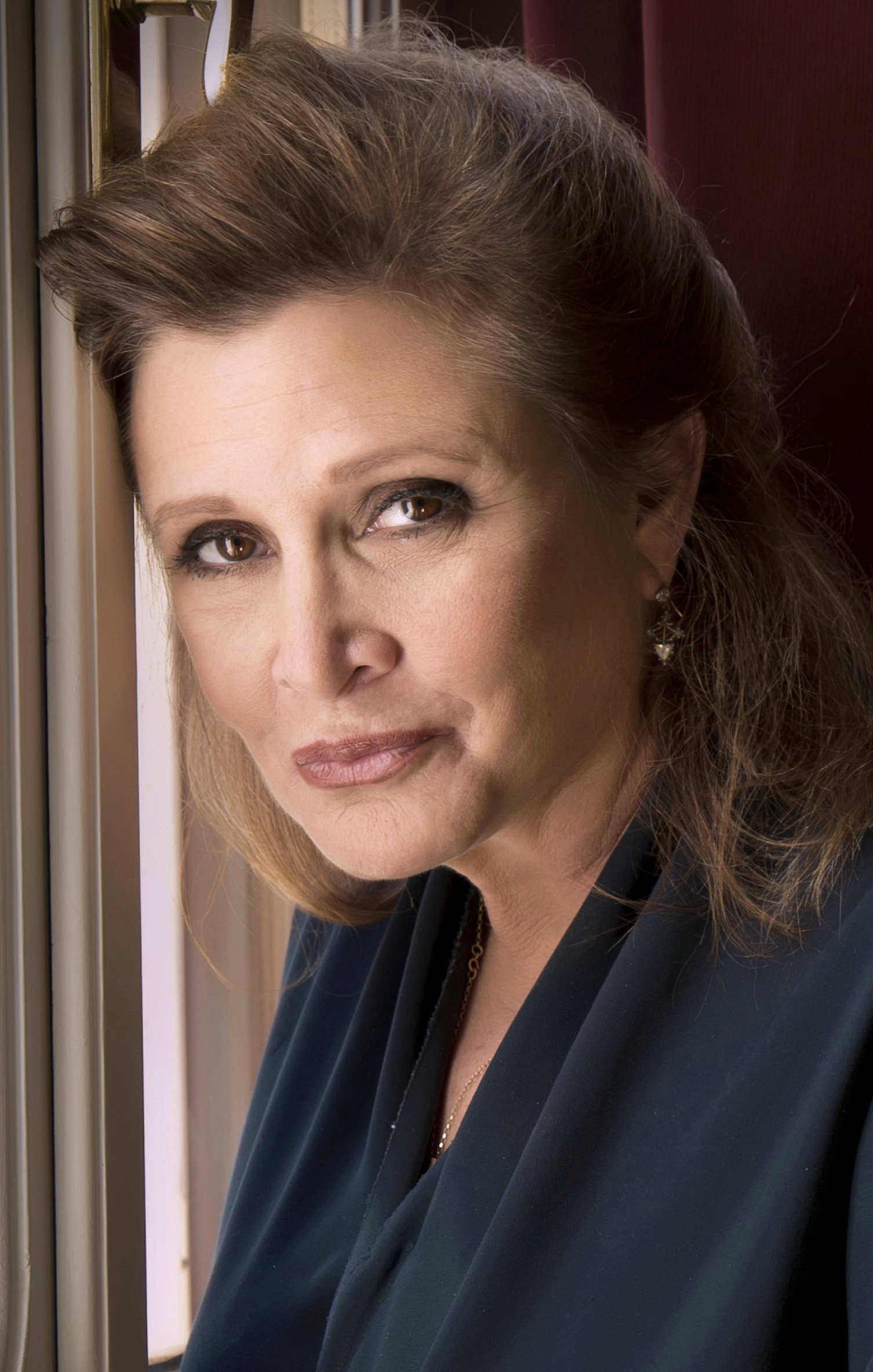
Carrie Fisher interpreta Marie, co-protagonista del film.

Nel corso della realizzazione del film, Rob Reiner e Nora Ephron decisero di eliminare o realizzare nuovamente numerose scene; in particolare, la sequenza in cui Harry e Sally discutono rispettivamente con Jess e Marie, dopo aver trascorso la loro prima notte insieme, è stata girata oltre sessanta volte. Il regista ebbe infatti difficoltà a coordinare i quattro interpreti, i quali si trovavano in tre set differenti, e a creare un effetto di "botta e risposta" tra gli attori che potesse sembrare al pubblico realistico; Reiner decise quindi di usare dei telefoni cablati, per fare in modo che ognuno potesse ascoltare anche le frasi pronunciate contemporaneamente dai colleghi.
Riguardo alle scene eliminate definitivamente dalla pellicola, in occasione delle edizioni DVD e Blu-ray sono stati recuperati circa sei minuti di materiale inedito; sono stati inoltre assegnati dei nuovi titoli alle varie scene, con lo scopo di renderle più facilmente consultabili agli spettatori. Tali sequenze sono:
- Harry fa il mimo (Harry Does Impressions), nella quale Harry, mentre viaggia da Chicago a New York, fa la parodia ad alcune scene de Il padrino.
- Con quanti uomini sei andata a letto? (How Many Men Have You Slept With?), in cui Harry e Sally discutono riguardo alle loro precedenti relazioni.
- L'orribile ragazzo di Sally (Sally's Bad Date), nella quale Sally parla con Alice e con la figlia di quest'ultima di un suo pessimo appuntamento, venendo da queste invitata a riflettere meglio sul rapporto che ha con Harry.
- Notte insonne (Sleepless Night), in cui Harry fissa Sally dopo che essi hanno "infranto" il loro rapporto d'amicizia.
- Ho rovinato tutto! (I Blew It), nella quale Harry – dopo essere stato lasciato da Sally – riflette con Jess riguardo ai propri errori.
- Stavo camminando per strada... (I Was Just Walking Down the Street...), un ulteriore racconto di coppia riguardante una relazione nata puramente per caso.
- Harry e Sally sul divano (Harry and Sally on the Couch), una versione estesa dell'epilogo finale, nella quale Harry e Sally parlano del loro pranzo di nozze e della luna di miele.

## Colonna sonora
La colonna sonora di Harry, ti presento Sally… fu prevalentemente eseguita da Harry Connick Jr., con l'accompagnamento di un'orchestra jazz e specifici contributi del sassofonista Frank Wess e del chitarrista Jay Berliner. Harry Connick Jr., all'epoca ventiduenne, venne fatto conoscere al regista mediante l'ascolto di un suo nastro da Bobby Colomby, batterista del gruppo Blood, Sweat & Tears; Reiner rimase sorpreso da «un tipo che cantava come Sinatra e suonava il piano come Thelonious Monk» e decise di assumerlo immediatamente. Billy Crystal si occupò invece di presentare Marc Shaiman, con cui aveva spesso lavorato in precedenza e del quale aveva apprezzato l'ampia conoscenza in ambito musicale; il regista apprezzò particolarmente il lavoro di Shaiman, tanto da affidargli le musiche di tutti i suoi successivi film. All'interno della colonna sonora della pellicola sono presenti anche brani cantati da Frank Sinatra, Louis Armstrong, Ella Fitzgerald, Ray Charles e Bing Crosby; in particolare, la versione di It Had to Be You cantata da Sinatra fu ritenuta da Reiner imprescindibile all'interno del film, pensando – di comune accordo con Crystal – che «quando ti innamori, in testa ti risuona Sinatra».

## Promozione

L'Academy Theater di Los Angeles, nel quale si è tenuta l'anteprima del film.

Harry, ti presento Sally… venne pubblicizzato da due differenti locandine: nella prima, Harry e Sally sono ritratti di profilo e si sorridono a vicenda, mentre la città di New York rimane ai loro piedi. Nel secondo poster Harry si trova invece sopra uno sgabello e – rompendo la quarta parete – guarda in direzione dell'osservatore; Sally è invece seduta sulle sue gambe e ha lo sguardo rivolto verso il cielo, con aria sognante. La prima locandina fu usata esclusivamente all'interno degli Stati Uniti, mentre la seconda venne scelta anche per la distribuzione internazionale. In entrambi i poster fu tuttavia utilizzata un'unica tagline: «Can two friends sleep together and still love each other in the morning?», traducibile indicativamente come «Possono due amici dormire insieme e amarsi ancora al mattino?». Nella versione in lingua italiana della locandina, tale frase venne tuttavia resa come: «Possono un uomo e una donna dormire insieme ed essere ancora amici il mattino dopo?».

### Trailer
Il trailer del film, distribuito nelle sale cinematografiche alcune settimane prima dell'uscita della pellicola, ha una durata di due minuti e dodici secondi e si basa sulla versione cinematografica di Harry, ti presento Sally…, la quale non contiene alcuna scena inedita. All'interno del filmato è sottolineata l'evoluzione del rapporto tra Harry e Sally e vengono mostrati:
- il viaggio di Harry e Sally tra Chicago e New York;
- la concezione di Harry riguardo all'amicizia;
- il tentativo di Harry di consolare l'amica in lacrime;
- la decisione dei due di avere un rapporto sessuale.

Le scene sono intervallate da scritte che elencano gli «ingredienti di una grande relazione»: buone prime impressioni, comunicazione ricca di significato, sensibilità, compatibilità sessuale e supporto degli amici. In sottofondo è riprodotta una versione strumentale di It Had to Be You.

## Distribuzione
Harry, ti presento Sally… venne distribuito nel mondo principalmente tra il settembre 1989 e l'aprile 1990; in particolare negli Stati Uniti il 21 luglio 1989 da Columbia Pictures e in Italia il 5 gennaio 1990 da Titanus.

### Anteprime

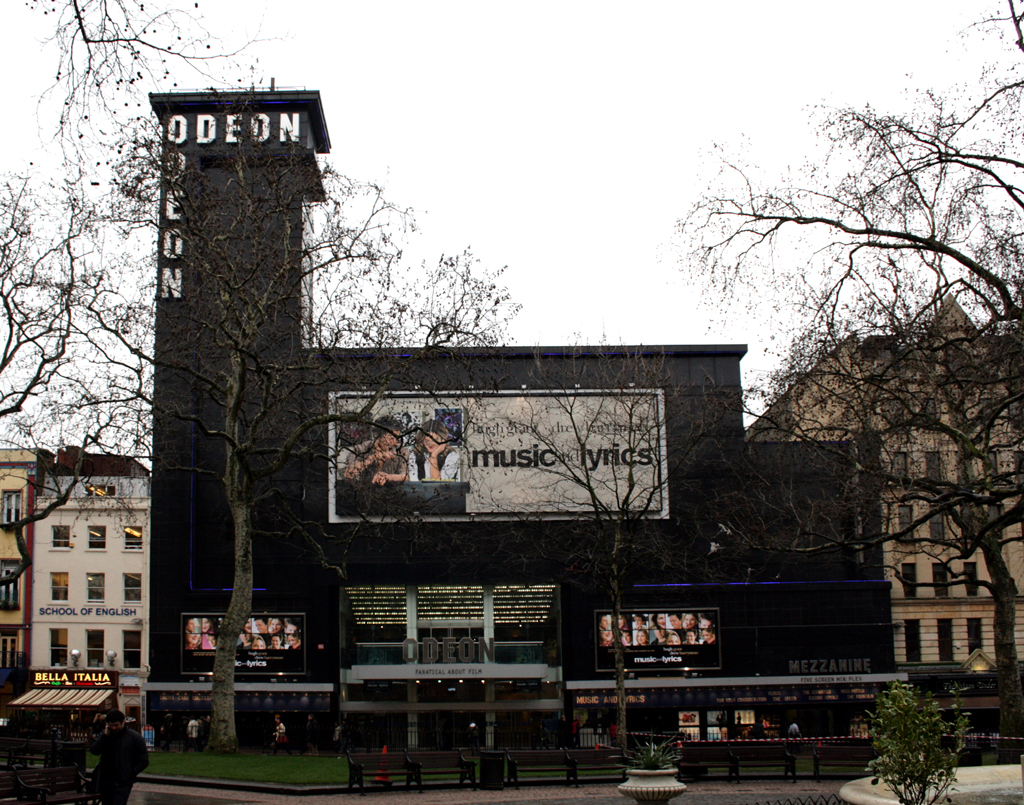
L'Odeon Leicester Square di Londra, nel quale si è tenuta l'anteprima reale del film.

L'anteprima di Harry, ti presento Sally… si tenne presso l'Academy Theater di Los Angeles, durante il pomeriggio del 13 luglio 1989. All'evento parteciparono numerose celebrità del mondo dello spettacolo: Bruce Willis e O. J. Simpson, insieme alle mogli, rispettivamente Demi Moore e Nicole Brown, Dennis Quaid, Shelley Long, John Larroquette, Carol Channing, Robert Townsend, John Cusack accompagnato dalla cantante Susannah Melvoin, Carol Kane,, Bud Cort Lesley Ann Warren,, Scott Baio Judd Nelson, Alan Rachins insieme alla moglie Joanna Frank, Ron Perlman, i fratelli e attori Shane e Christian Conrad, Michelle Jonson, il cantante Chris Barnes e l'attivista Eunice Shriver, accompagnata dal figlio Bobby e dalla figlia Maria.
Il 30 novembre dello stesso anno si tenne invece presso l'Odeon Leicester Square di Londra l'anteprima reale, alla presenza della principessa del Galles Diana Spencer; furono inoltre presenti Billy Crystal, Meg Ryan, e Rob Reiner, quest'ultimo preoccupato per la reazione che la principessa avrebbe potuto avere dinnanzi alla sequenza dell'orgasmo simulato. Alla seguente scena la principessa sorrise, confidando poco dopo a Billy Crystal che avrebbe voluto ridere molto di più, ma era consapevole che tutti stavano osservando la sua reazione; Diana chiese in seguito di avere una copia privata da proiettare all'interno di Buckingham Palace, per mostrare la pellicola agli amici e rivederla con maggiore tranquillità.

### Date di uscita
Sono di seguito elencate, in ordine cronologico, le date di uscita e il titolo (spesso modificato) del film in alcuni dei paesi nei quali fu distribuito:
- 12 luglio 1989 in Canada (Quand Harry rencontre Sally…) e nella città di New York (When Harry Met Sally…)
- 21 luglio negli Stati Uniti d'America (When Harry Met Sally…)
- 14 settembre nella Germania Ovest (Harry und Sally)
- 13 ottobre in Svezia (När Harry träffade Sally…)
- 19 ottobre in Australia (When Harry Met Sally…)
- 25 ottobre in Norvegia (Da Han møtte Henne - Eller vennskap og sex)
- 15 novembre in Francia (Quand Harry rencontre Sally…)
- 18 novembre in Corea del Sud (해리가 샐리를 만났을 때)
- 30 novembre in Argentina (Cuando Harry conoció a Sally)
- 1º dicembre nel Regno Unito (When Harry Met Sally…) e nei Paesi Bassi (When Harry Met Sally…)
- 7 dicembre in Grecia (Όταν ο Χάρυ γνώρισε τη Σάλυ)
- 8 dicembre in Brasile (Harry e Sally: Feitos um para o outro)

- 9 dicembre in Giappone (恋人たちの予感)
- 26 dicembre in Danimarca (A Harry mødte Sally)
- 4 gennaio 1990 a Hong Kong (當哈利碰上莎莉)
- 5 gennaio in Italia (Harry, ti presento Sally…)
- 12 gennaio in Irlanda (When Harry Met Sally…)
- 17 febbraio a Taiwan (當哈利碰上莎莉)
- 9 marzo in Finlandia (Kun Harry tapasi Sallyn…)
- 30 marzo in Portogallo (Um amor inevitável)
- 23 aprile in Catalogna (Quan en Harry va trobar la Sally)
- 27 aprile in Spagna (Cuando Harry encontró a Sally...)
- 1º giugno in Turchia (Harry Sally ile Tanisinca)
- 2 ottobre nelle Filippine
- 3 maggio 1991 in Ungheria (Harry és Sally)
- 1º luglio 2001 nella Repubblica Ceca (Kdyz Harry potkal Sally...)

### Divieti
A causa di vari dialoghi e scene con riferimento al sesso – inclusa la sequenza dell'orgasmo femminile simulato, eliminata nelle versioni censurate – e dell'utilizzo di qualche termine volgare, la pellicola ricevette divieti in numerosi paesi. Negli Stati Uniti il film venne classificato come restricted (vietato ai minori di 17 anni); in Italia – tramite il visto censura 85306 – fu invece definito "per tutti", non subendo quindi alcuna restrizione.
- Argentina – Vietato ai minori di 13 anni
- Australia – Vietato ai minori di 15 anni
- Brasile – Vietato ai minori di 12 anni
- Canada
  - Vietato ai minori di 18 anni se non accompagnati da un adulto (nella Nuova Scozia)
  - Vietato ai minori di 18 anni se non accompagnati da un adulto (nell'Alberta)
  - Vietato ai minori di 14 anni se non accompagnati da un adulto (nell'Ontario)
  - Vietato ai bambini se non accompagnati da un adulto (nel Manitoba)
  - Vietato ai minori di 13 anni se non accompagnati da un adulto (nel Québec)
- Corea del Sud – Vietato ai minori di 18 anni[E 1]
- Finlandia – Vietato ai minori di 12 anni
- Francia – Per tutti

- Germania Ovest – Vietato ai minori di 16 anni[E 2][64]
- Giappone – Per tutti
- Islanda – Per tutti
- Italia – Per tutti
- Norvegia – Vietato ai minori di 10 anni[E 3]
- Nuova Zelanda – Vietato ai minori di 16 anni
- Paesi Bassi – Per tutti
- Perù – Vietato ai minori di 14 anni
- Portogallo – Vietato ai minori di 12 anni
- Regno Unito – Vietato ai minori di 15 anni[65]
- Singapore – Vietato ai minori di 16 anni[E 4]
- Spagna – Per tutti[66]
- Stati Uniti d'America – Vietato ai minori di 17 anni se non accompagnati da un adulto[E 5]
- Svezia – Vietato ai minori di 17 anni

### Edizione italiana

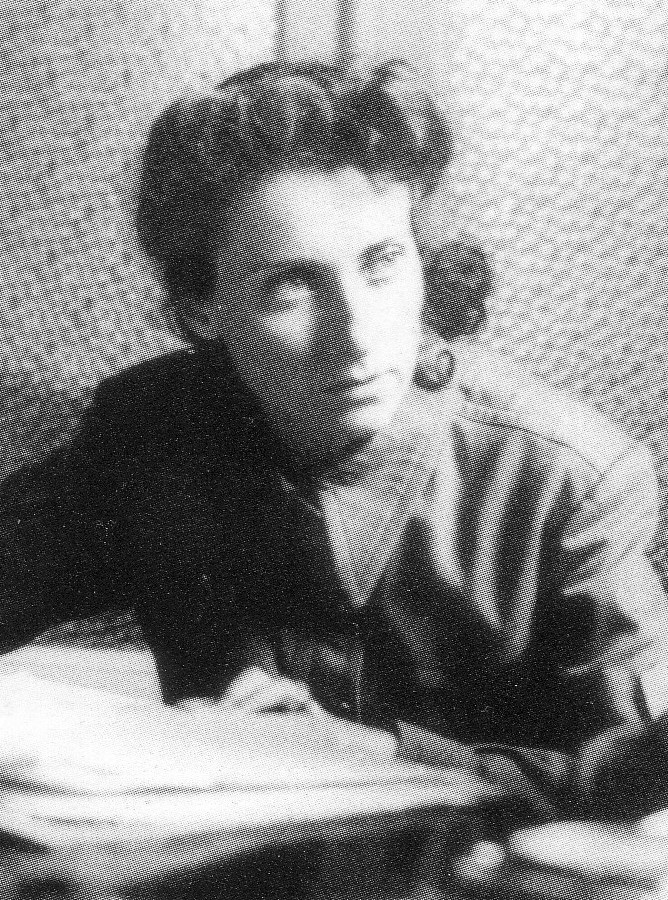
Fede Arnaud, curatrice e responsabile dell'edizione italiana della pellicola.

L'edizione italiana di Harry, ti presento Sally… fu curata dalla società Angriservices Edizioni, mentre la sonorizzazione avvenne presso lo studio di registrazione Fono Roma. La direzione del doppiaggio fu affidata a Fede Arnaud, assistita da Laura Masini, mentre i dialoghi italiani furono a cura di Elettra Caporello; quest'ultima a partire da C'è posta per te adattò inoltre tutti i film scritti da Nora Ephron. Il doppiaggio dei due protagonisti, Billy Crystal e Meg Ryan, fu affidato rispettivamente a Tonino Accolla e Silvia Pepitoni, mentre quello dei comprimari Jess e Marie a Luca Dal Fabbro ed Elettra Bisetti.

### Edizionihome video
Nel corso degli anni, Harry, ti presento Sally… fu distribuito in tutti i formati in commercio e in varie edizioni, da differenti compagnie.
Negli Stati Uniti la prima edizione in VHS della pellicola venne distribuita al termine del 1989 da Nelson Entertainment, azienda con la quale la Castle Rock Entertainment si era accordata per favorire la distribuzione dei propri prodotti. Nel 1994 il film fu ripubblicato in videocassetta all'interno del Billy Crystal Four Pack, insieme ad altre tre pellicole in cui l'attore aveva recitato (La storia fantastica, Scappo dalla città - La vita, l'amore e le vacche e Mr. sabato sera) e a un making of di Mr. sabato sera. Nel 1997 la Metro-Goldwyn-Mayer curò una nuova edizione VHS, all'interno della collana Contemporary Classics.
La prima pubblicazione della pellicola in DVD risale al 26 gennaio 1999, per opera della PolyGram Music Video; tale edizione è ormai fuori commercio. Il 9 gennaio 2001 la Metro-Goldwyn-Mayer pubblicò un'edizione speciale del DVD, contenente: il trailer originale, sette minuti di filmati inediti, il making of della pellicola, il commento audio del regista e un video musicale di Harry Connick Jr.. Il 15 gennaio 2008 la stessa azienda distribuì nuovamente Harry, ti presento Sally…, apportando dei cambiamenti ai contenuti speciali: vennero infatti eliminati il making of e il video musicale, mantenuto il trailer e aggiunti un nuovo commento audio – a cura di Rob Reiner, Nora Ephron e Billy Crystal – e sette featurette (It All Started Like This, Stories of Love; When Rob Met Billy; Billy On Harry; I Love New York; What Harry Meeting Sally Meant?; So Can Men And Woman Really Be Friends?).
Il 10 giugno 2012 la Metro-Goldwyn-Mayer pubblicò la pellicola in Blu-ray, inserendo tra i contenuti speciali gli extra presenti sia nella prima che nella seconda edizione del DVD. Negli Stati Uniti, Harry, ti presento Sally… fu inoltre pubblicato spesso in cofanetti contenenti altre celebri pellicole: il 4 novembre 2008 insieme a Mystic Pizza e Sirene; il 4 settembre 2012 con Scappo dalla città - La vita, l'amore e le vacche e French Kiss; il 3 giugno 2014, insieme a Overboard - Una coppia alla deriva e Mystic Pizza; il 7 ottobre 2014, con Stregata dalla luna, La storia fantastica e Rain Man - L'uomo della pioggia.
In Italia vennero pubblicate due edizioni VHS: la prima nel 1990, a cura della Titanus e di Videogram; la seconda – a cura della Titanus e di Number One Video – si caratterizzava invece per l'adozione di una nuova copertina in cui Harry e Sally, abbracciati, guardano di fronte a loro. La pellicola fu inoltre distribuita all'interno di collezioni più ampie: nel 1993 da Mondadori, come elemento della serie di VHS I grandi film di Panorama; nel 2000 da De Agostini, nella collana Film d'amore; nel 2002 dal Corriere della Sera, all'interno de I grandi film. Le edizioni in DVD seguirono quelle pubblicate dalla Metro-Goldwyn-Mayer, ossia ebbero i medesimi contenuti speciali; la prima edizione fu pubblicata il 5 settembre 2001, mentre la seconda il 29 aprile 2008. Similmente, anche l'edizione in Blu-ray venne distribuita su modello di quella americana, a partire dal 22 giugno 2011.

## Accoglienza

### Incassi

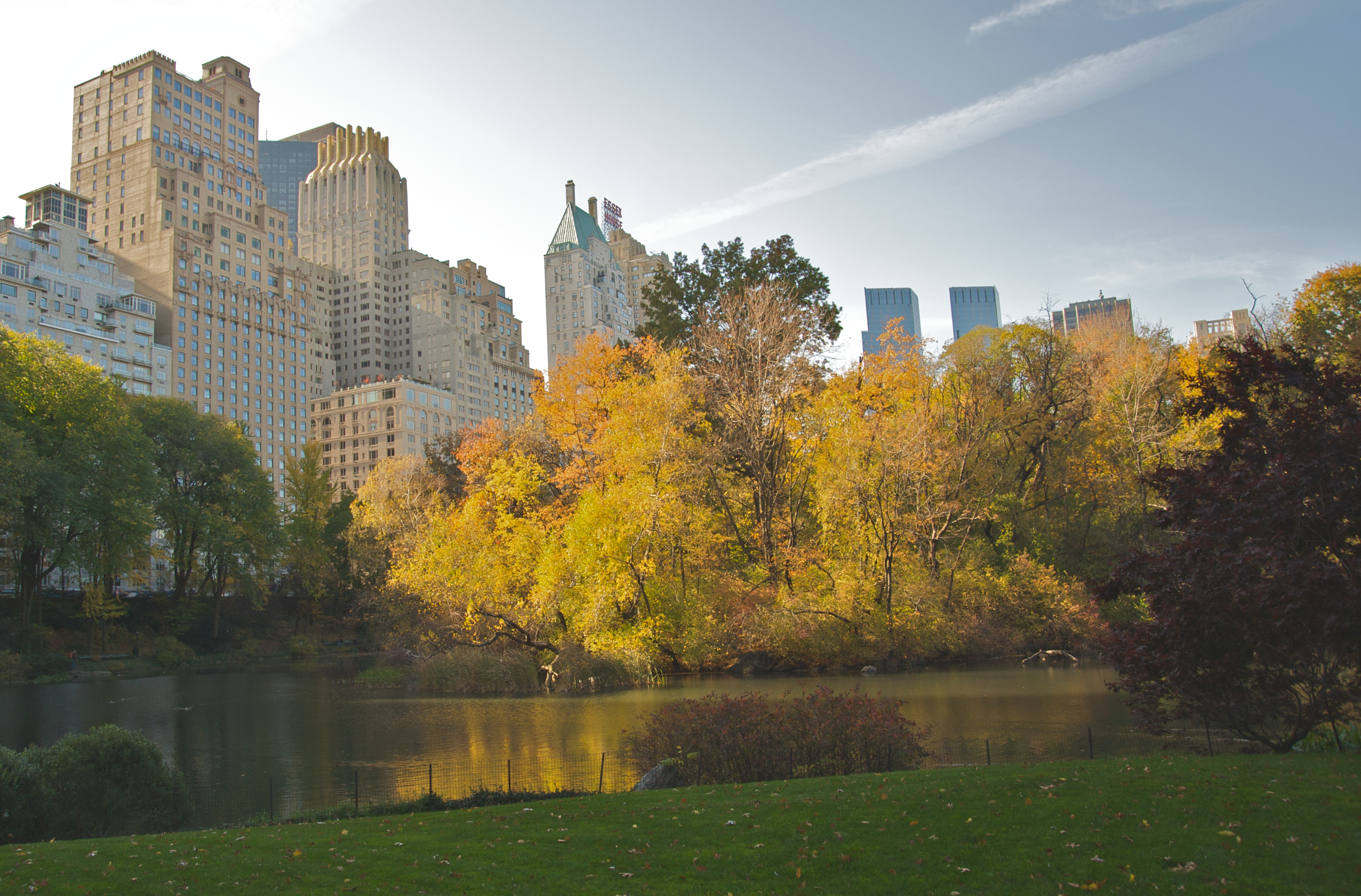
Central Park, location in cui Harry e Sally passeggiano raccontandosi le loro fantasie ricorrenti.

A fronte di un budget di circa 14.5 milioni di dollari, Harry, ti presento Sally… incassò oltre 92 823 000 $ negli Stati Uniti e 93 000 000 $ nelle restanti aree del mondo, per un totale globale di oltre 186 000 000 $. Durante la prima settimana, il film fu proiettato, in distribuzione limitata, esclusivamente in 41 sale: la pellicola incassò poco più di 1 094 400 dollari e si posizionò tredicesima al botteghino. La settimana successiva la distribuzione fu estesa a 775 cinema, raggiungendo la terza posizione del box office e incassando circa 8 846 500 $. Sebbene Rob Reiner e Billy Crystal temessero che la pellicola diventasse un flop al botteghino, poiché si scontrava con blockbuster quali Indiana Jones e l'ultima crociata e Batman, tra il 28 luglio e il 24 settembre il film si mantenne stabilmente tra la terza e la quinta posizione del box office, arrivando a essere proiettato in 1774 sale tra il 22 e il 24 settembre. Nelle quattro settimane successive gli incassi iniziarono progressivamente a calare, portando la pellicola a essere ritirata dai cinema dopo quindici settimane di programmazione.
Similmente, anche in Europa Harry, ti presento Sally… ottenne dei buoni incassi; in particolare, in Spagna – a fronte di oltre 598 600 spettatori – guadagnò poco più di 1 436 400 $. In Francia e Germania furono rispettivamente presenti 1 851 700 e 2 259 500 spettatori, mentre in Italia tale numero si attestò intorno ai 774 780 ingressi, risultando la diciassettesima pellicola più vista per numero di spettatori e la quindicesima per incassi. In generale, Harry, ti presento Sally… fu l'undicesimo film a incassare maggiormente nel mondo tra il 1989 e il 1990; fu inoltre la seconda commedia restricted per incassi, preceduto soltanto da Arma letale 2 e seguito da La guerra dei Roses.

### Critica

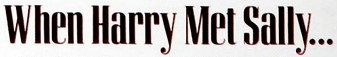
Logo americano della pellicola.

Harry, ti presento Sally… ha ricevuto giudizi favorevoli dalla critica cinematografica. Rotten Tomatoes assegna alla pellicola il 90% di freschezza, sulla base di 70 recensioni, affermando che «il commovente e divertente film di Rob Reiner ha creato un nuovo modello per le commedie romantiche, ed è stato abilmente arricchito dall'alchimia presente tra Billy Crystal e Meg Ryan»; il consenso del pubblico, a fronte di oltre 395 000 valutazioni, è invece dell'89%. Su Internet Movie Database oltre 177 000 persone hanno dato una valutazione positiva, che si attesta intorno a 7.6 su 10; ugualmente, su Metacritic il punteggio è di 76 su 100, accompagnato dal commento "recensioni generalmente favorevoli".

#### Critica statunitense
Peter Travers di Rolling Stone loda la pellicola, affermando che «è un romantico divertimento che lascia estasiati, condito da intelligenza e abbagliante arguzia», tanto da aggiungere che «Harry, ti presento Sally… ha centrato il suo obiettivo, poiché dopo averlo visto lascia sulla tua faccia un sorriso che dura per tutto il tragitto verso casa». Roger Ebert del Chicago Sun-Times assegna tre stelle su quattro, ritenendo che la pellicola avrebbe potuto essere l'antefatto a lieto fine di un precedente lavoro della Ephron, Heartburn - Affari di cuore, e – pur credendo che in scene come quella dell'orgasmo l'ironia prevale a scapito della credibilità – sostiene che i protagonisti riescano a creare «un buon film di coppia, poiché entrambi riescono a trasmettere un sentimento di genuino calore e tenerezza», sottolineando il fatto che «i dialoghi della Ephron rappresentano il modo in cui tutte le persone dovrebbero riuscire a esprimersi». David Denby del New York Magazine afferma che Harry, ti presento Sally… «è un film incentrato sull'individuo. La maggior parte della sceneggiatura è brillante e la regia le viene dietro tranquillamente, anche se un'amicizia come quella di Harry e Sally […] può essere per alcuni stressante». James Berardinelli di Reelviews assegna alla pellicola 3.5 stelle su 4, scrivendo che «la selezione degli attori è stata uno dei punti di forza del film» e ritenendola «una buona commedia come questa risulta senza tempo».
Jonathan Rosenbaum del Chicago Reader sostiene che «gli ammiratori di Billy Crystal rimarranno affascinati, mentre tutti gli altri si troveranno di fronte a una mera imitazione di Woody Allen»; la somiglianza con Io e Annie e Manhattan è stata notata anche da Caryn James del New York Times, secondo la quale «Harry, ti presento Sally… è la versione sitcom di un film di Woody Allen, ricco di battute e scene sorprendenti, ma condite da una spiacevole sensazione di già visto». Mike Clark di USA Today rileva una certa similitudine con un'ulteriore opera di Reiner, Sacco a pelo a tre piazze, definendo il film «convenzionale ma irresistibile». Frank Rutter del Vancouver Sun afferma che «Billy Crystal e Meg Ryan sono meravigliosi nel ruolo dei migliori amici, in una parte che richiede una precisa gestione del tempo comico, grande adattabilità e profondità». David Ansen di Newsweek esprime alcune perplessità sulla scelta di Crystal come protagonista, il quale «regge le fila del film in modo superbo, ma è un attore troppo freddo e autodifensivo per interpretare il protagonista di una commedia romantica»; Jay Boyar dell'Orlando Sentinel critica invece la mancanza di coerenza nella costruzione del personaggio di Sally, che «inizialmente è una sorta di perfettina, che poi […] diventa fasulla come il suo orgasmo».
Rita Kempley del Washington Post afferma che «Meg Ryan è la Melanie Griffith dell'estate», che interpreta «una donna nata dalla penna di una donna, che si distacca dalla "Cenerentola" presente in Una donna in carriera, un personaggio esuberante ed eccentrico»; Sheila Benson del Los Angeles Times nota che «fortunatamente, con il maturare dell'esperienza di Sally, matura anche il suo senso dell'umorismo, che emerge nei momenti più divertenti della pellicola», ritenendo che «niente sembra giustificare la scelta di vietare il film ai minori di 17 anni, quando la sanguinosa carneficina dei nuovi James Bond se la cava con un divieto limitato ai minori di tredici anni». Estelle Tang di Elle, pur non concordando con la filosofia espressa da Billy Crystal all'interno dell'opera, sostiene che in ogni caso, Harry ti presento Sally… «è un grande film». Stanley Kauffman del New Republic scrive che «il film si basa sul presupposto per cui il matrimonio è la condizione alla quale ognuno fondamentalmente aspira, in particolare le donne»; tale aspetto è stato notato anche da Gene Siskel del Chicago Tribune, secondo il quale «"Harry, ti presento Sally… riesce ad affermare piacevolmente l'istituzione del matrimonio, mostrando quanto sia difficile ottenerne uno duraturo».
Lo staff dell'Hollywood Reporter definisce il film «una meravigliosa, intelligente, toccante, armonica commedia romantica, la quale dovrebbe riuscire a toccare le corde del cuore di chi è innamorato, e di chi vorrebbe costantemente esserlo»; la redazione di Empire si sofferma invece sull'atmosfera vintage della pellicola, tanto da essere definita «dolce, allegramente volgare e spesso davvero divertente […], caratterizzata dall'essere vecchio stile». Elisabeth Chaney di Common Sense Media assegna alla pellicola quattro stelle su cinque, sottolineandone i messaggi positivi, quale il fatto che «sia possibile trovare l'anima gemella» e definendo in generale l'opera «un classico della commedia romantica». Sean Patrick di Geeks afferma infine che «i discorsi tra Harry e Sally sono pura magia. […] Harry, ti presento Sally… è intelligente, elegante, brillante: pieno di meravigliosi personaggi e meravigliose scene».

#### Critica europea

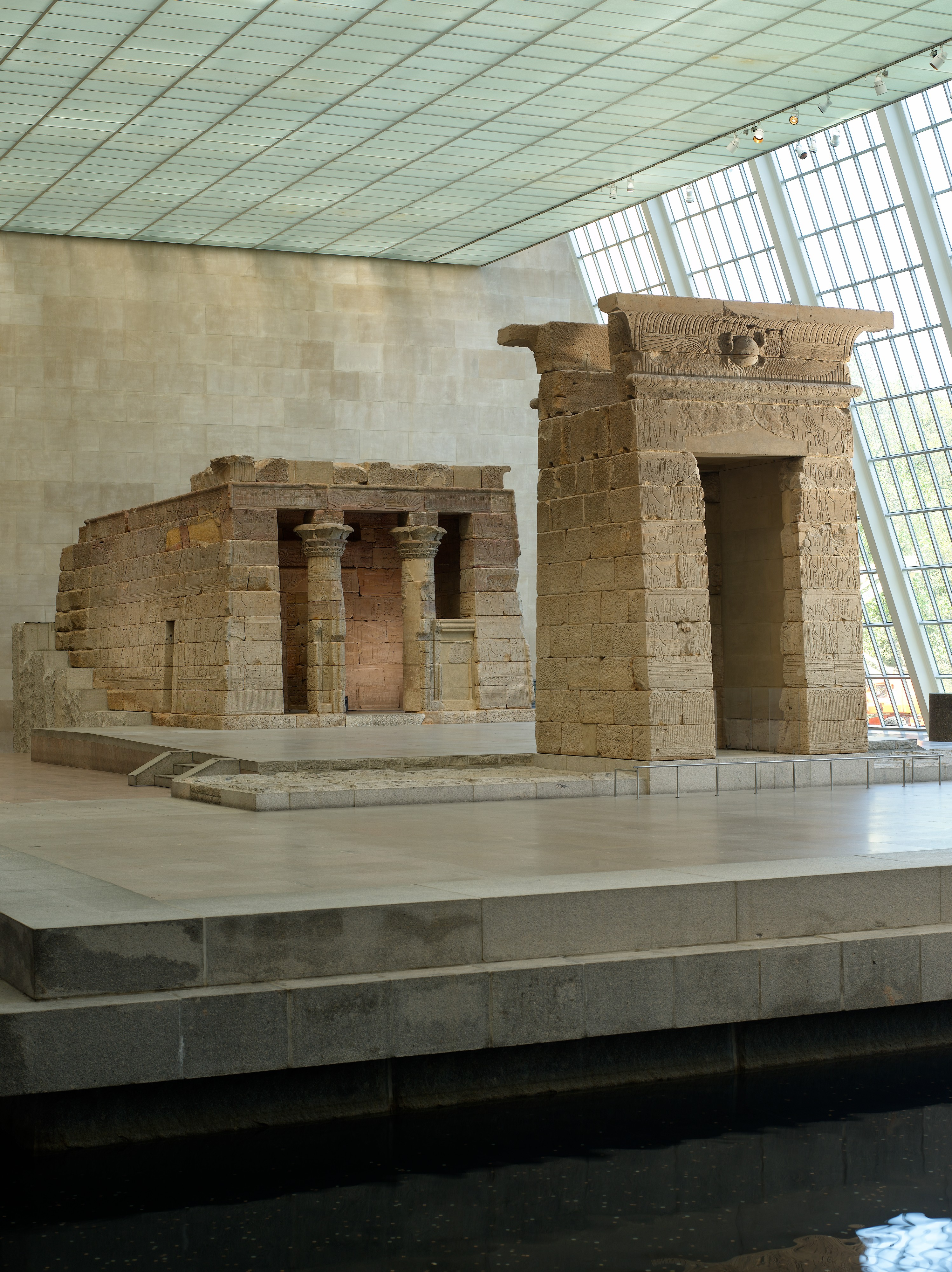
La sala del tempio di Dendur, all'interno del Museo metropolitano d'arte, in cui Billy Crystal e Meg Ryan improvvisano una scena riguardante i giochi di parole

Harry, ti presento Sally… ha avuto un buon riscontro anche dalla critica internazionale. In Francia, Thierry Jousse dei Cahiers du cinéma definisce il film «una commedia sofisticata […] che racconta idealmente, ed è da sottolineare che ciò avviene con fascino e ritmo, l'eterna storia del cinema americano», attribuendo il successo della pellicola «alla semplicità e al rigore» di struttura. Igor Hansen dell'Express ritiene la pellicola «una delle migliori commedie romantiche di tutti i tempi […] grazie al suo fascino senza tempo»; un parere simile arriva dal sito Cinefeed, secondo cui la pellicola è riuscita a creare la ricetta della commedia romantica perfetta. Un giudizio positivo è espresso anche da Marine Landrot di Télérama, per il quale l'opera richiama le commedie degli anni quaranta, risultando estremamente «spiritosa, da lasciare senza fiato». Ariane Beauvillard di Critikat ha particolarmente apprezzato la scelta di aver creato «un'atmosfera capace di unire il genere della farsa a quello del romanzo», creando una «commedia ritmata e originale».
Nel Regno Unito, Hilary Mantel dello Spectator afferma che "questo film è come un dolcetto natalizio, e a meno che tu non muoia di indigestione durante le feste ti farà ridere a crepapelle fino a Capodanno"; Mantel aggiunge inoltre che i personaggi – non lavorando mai – sembrano quasi trovarsi in una specie di costante "spazio vuoto". Tale pensiero è condiviso anche da Robin Karney di RadioTimes, secondo cui Harry, ti presento Sally… "è il trionfo di un esperto e irresistibile cinema di svago", sostenendo di aver particolarmente apprezzato – esattamente come Geoff Andrew di Time Out – Bruno Kirby e Carrie Fisher nei ruoli degli amici di Harry e Sally. Peter Bradshaw del Guardian assegna alla pellicola cinque stelle, lodando la Ephron per avere "reinventato la commedia romantica metropolitana, assumendone le basi da sceneggiatori quali Woody Allen e Neil Simon e unendola al più moderno concetto di "commedia di relazione", genere dal maggiore impatto emotivo".
In Germania, Nicola Turri di Filmreporter sottolinea che "Billy Crystal e Meg Ryan danno vita a una serie di originali botta e risposta", tanto che "il pubblico del cinema rimaneva elettrizzato". Il critico Christoph Hartung lo ritiene "un film perfetto", affermando che "tutto è giusto nel film: dialoghi, attori, regia e tempismo"; anche il sito Treffpunkt Kritik loda la pellicola, assegnandole un punteggio di 5.5 su 6 e definendo il film "contagiosamente divertente", capace di rendere gli spettatori partecipi delle vicende dei due protagonisti grazie al fatto che "Reiner si rivolge a un pubblico che non è per forza legato a una fascia d'età". Secondo Daniel Bickermann di Schnitt, per comprendere Harry, ti presento Sally… è necessario inserire il film in un contesto cinematografico più ampio e tenere presente che alla fine degli anni ottanta nei cinema erano presenti soprattutto pellicole d'azione con protagonisti Arnold Schwarzenegger e Sylvester Stallone; per Bickerman la pellicola è stata infatti "una rinascita per il genere della commedia in un momento in cui essa si trovava in difficoltà", ma anche "una perfetta combinazione delle persone giuste al posto giusto", le quali hanno fatto in modo che "Harry, ti presento Sally… non fosse solo un film, ma proprio un modo di vivere".

##### Critica italiana

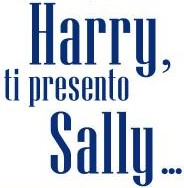
Logo italiano della pellicola.

In Italia il dizionario cinematografico Farinotti assegna alla pellicola tre stelle su cinque, definendola «un film simpatico e divertente […], che si distacca dalle solite commedie all'americana», complimentandosi con gli attori «bravi […] nel rivoltare i cliché del genere»; anche Il Morandini assegna tre stelle, definendo la sceneggiatura «abile, non troppo originale, ma ricca di battute frizzanti», così da dare vita a «una piacevole commedia, a tratti davvero divertente, con bravi protagonisti, belle musiche […] e qualche strizzata d'occhio a Woody Allen e Blake Edwards». Secondo Il Mereghetti, Harry, ti presento Sally… è «una commedia brillante e non banale per come riesce ad arrivare a un lieto fine scontato in partenza, […] ha il pregio della sincerità e la grazia dell'umorismo scoppiettante»; Mereghetti sottolinea inoltre l'abilità del fotografo Barry Sonnenfeld e la bravura degli interpreti, ritenendo «indimenticabile la scena dell'orgasmo simulato […] conclusa con una battuta da culto» e assegnando due stelle e mezzo su quattro.
Irene Bignardi de La Repubblica afferma che «Harry, ti presento Sally… è una commedia sentimentale dell'età della crisi, quando dalla libertà assoluta […] della californication […] si entrò nella stagione dell'AIDS», ma anche «un incanto di humour civilmente rispettoso degli spettatori e dei personaggi […] confezionato al meglio che possa offrire Hollywood»; Roberto Nepoti, per il medesimo quotidiano, ha invece affermato che il film è «la quintessenza stessa della commedia romantica americana, in tutte le sue componenti e i suoi umori, […] al punto che nessun altro film appartenente al genere ha mai rappresentato una seria concorrenza a questo». Un parere positivo arriva anche da Lietta Tornabuoni de La Stampa, secondo la quale la pellicola «è una delle commedie americane più riuscite e di maggior successo della stagione: ben costruita, ben recitata, con un dialogo brillante e qualche sottigliezza psicologica, molto divertente». Michele Anselmi de L'Unità invita gli spettatori a recarsi al cinema per vedere il film, «perché è una delle poche cose carine venute da Hollywood in questi ultimi mesi: ci si diverte e si esce dalla sala più disposti a riflettere sui propri casi» e si concentra sulla bravura dei doppiatori e degli interpreti, «lui portato alla depressione ma realistico, lei petulante ma sotto sotto ultraromantica».
Secondo il Centro Cattolico Cinematografico, autore delle Segnalazioni cinematografiche, «trionfa il dialogo scoppiettante e ricco di umori, che asseconda il disegno dei personaggi, i quali psicologicamente e in quanto a spessore non potrebbero essere più indovinati», in un film nel quale «i dettagli, le situazioni e le sfumature del comico e del sentimentale, della vivacità e dell'ironia, si fondono in un riuscito equilibrio». Secondo la redazione del sito Cinematographe, «parte di ciò che rende il film così grande è la sua semplicità» e la costruzione di alcune scene, le quali «resteranno una delle cose più romantiche di sempre». Per Maurizio Encari, recensore di Evereye, «Harry, ti presento Sally… rimane una delle più riuscite commedie della storia recente. Romanticismo e risate si ibridano alla perfezione in un cocktail frizzante, costruito su dialoghi memorabili e una sceneggiatura, seppur non originalissima, credibile ed empatica». Concordano con questa opinione anche Antonio Cuomo di Movieplayer e Federica Marcucci di Leitmovie: per il primo la pellicola è «segue i binari della commedia romantica, riuscendone a evitare le banalità e analizzando con intelligenza il rapporto uomo / donna»; per la seconda è «un racconto lucido, divertente e senza tempo delle complicate relazioni tra uomini e donne».

## Riconoscimenti
Harry, ti presento Sally... ha ricevuto ventuno candidature relative a dodici differenti premi, riuscendo a ottenerne quattro. Nel 1990 la sceneggiatura del film fu candidata per il Premio Oscar – in seguito assegnato a Tom Schulman per L'attimo fuggente – e anche per il Golden Globe; riguardo a quest'ultimo premio, l'opera ottenne nomination anche nelle categorie miglior film, migliore regia a Rob Reiner, miglior attore a Billy Crystal e miglior attrice a Meg Ryan. Nello stesso anno la pellicola ricevette due candidature ai David di Donatello (migliore attrice straniera a Meg Ryan e miglior regista straniero a Rob Reiner); Reiner fu candidato per il miglior film anche al Premio BAFTA, dove Nora Ephron vinse il riconoscimento relativo alla migliore sceneggiatura originale. In occasione del Premio American Comedy, Billy Crystal e Meg Ryan furono rispettivamente definiti miglior attore e migliore attrice protagonista; Carrie Fisher ottenne invece la nomination alla migliore attrice non protagonista. L'arrangiatore Marc Shaiman ebbe un riconoscimento dalla ASCAP, nella categoria miglior film al botteghino.
- 1990 - Premio Oscar
  - Candidatura per la migliore sceneggiatura originale a Nora Ephron
- 1990 - Golden Globe
  - Candidatura per il miglior film commedia o musicale
  - Candidatura per la migliore regia a Rob Reiner
  - Candidatura per il miglior attore in un film commedia o musicale a Billy Crystal
  - Candidatura per la miglior attrice in un film commedia o musicale a Meg Ryan
  - Candidatura per la migliore sceneggiatura a Nora Ephron
- 1990 - Premio BAFTA
  - Migliore sceneggiatura originale a Nora Ephron
  - Candidatura per il miglior film a Rob Reiner
- 1990 - David di Donatello
  - Candidatura per la miglior attrice straniera a Meg Ryan
  - Candidatura per il miglior regista straniero a Rob Reiner
- 1990 - Premio American Comedy
  - Migliore attore protagonista in un film commedia a Billy Crystal
  - Migliore attrice protagonista in un film commedia a Meg Ryan
  - Candidatura per la migliore attrice non protagonista in un film commedia a Carrie Fisher

- 1990 - Premio ASCAP per la musica televisiva e cinematografica
  - Miglior film al botteghino a Marc Shaiman
- 1990 - Premio Casting Society of America
  - Candidatura per il miglior casting in un film commedia a Jane Jenkins e Janet Hershenson
- 1990 - Premio Chicago Film Critics Association
  - Candidatura per la migliore attrice a Meg Ryan
- 1990 - Premio Directors Guild of America
  - Candidatura per la migliore regia a Rob Reiner
- 1990 - Premio Writers Guild of America Award
  - Candidatura per la migliore sceneggiatura a Nora Ephron
- 2001 - Premio DVD Exclusive
  - Candidatura per il migliore commento audio a Rob Reiner
- 2010 - Premio 20/20
  - Candidatura per il miglior film
  - Candidatura per la migliore sceneggiatura originale a Nora Ephron
- 2022
  - è stato selezionato per la conservazione nel National Film Registry degli Stati Uniti dalla Biblioteca del Congresso come "culturalmente, storicamente o esteticamente significativo"[129].

### Classifiche

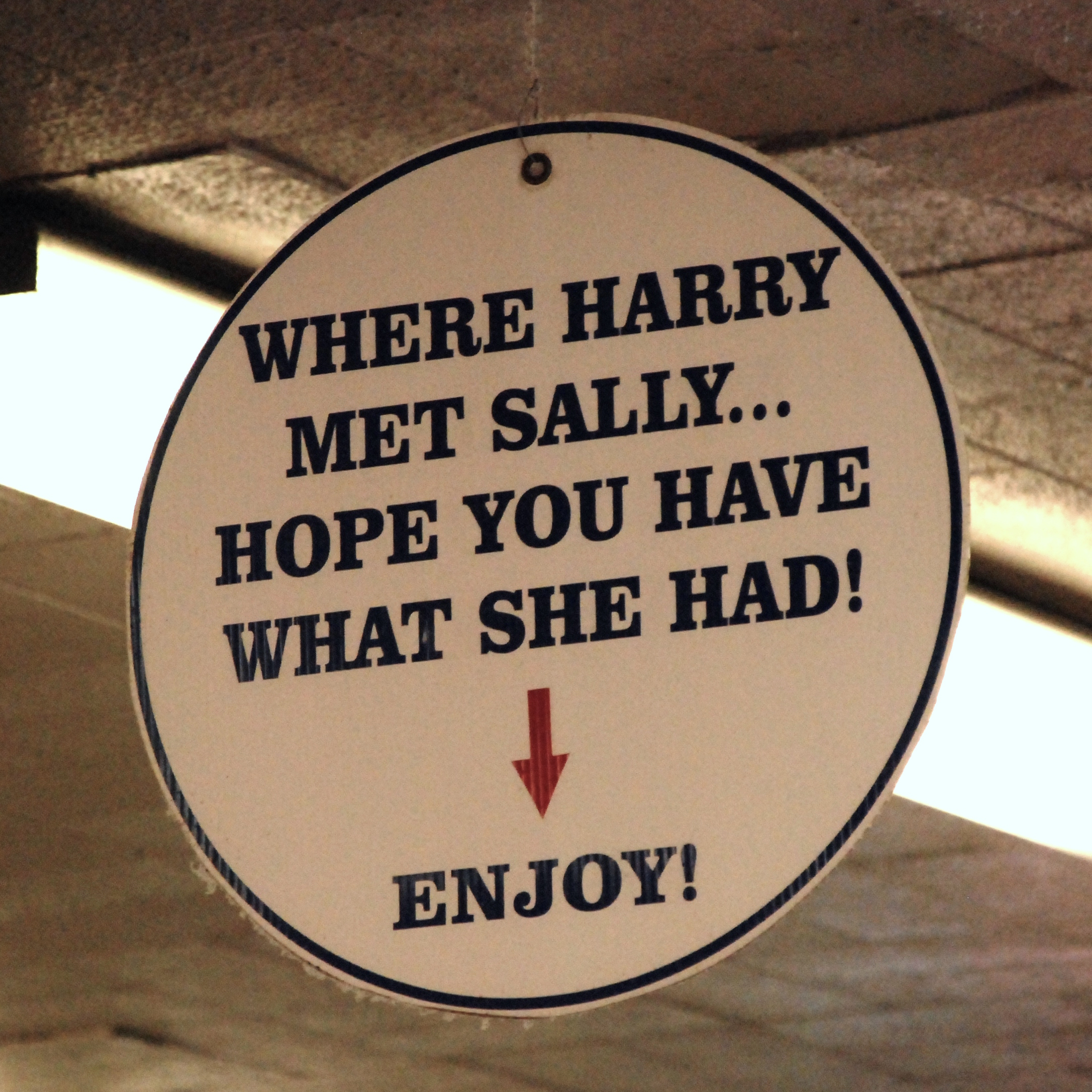
Targa commemorativa delle riprese di Harry, ti presento Sally…, all'interno del Katz's Delicatessen

#### AFI 100 Years
L'American Film Institute inserì Harry, ti presento Sally… in varie delle sue liste. 
Il film in questione venne inserito in 3 liste:
- Nella lista delle 100 migliori commedie americane, redatta nel 2000, è 23esima
- Nella lista dei 100 migliori film sentimentali della storia degli USA è 25esimo
- Nelle 10 liste su 10 film migliori per 10 generi diversi, il film è sesto nelle commedie romantiche

Altri contenuti del film (canzoni, battute ecc.) vennero inseriti in due liste
- Nella lista delle 100 migliori battute della storia, la celebre battuta Quello che ha preso la signorina è ritenuta 33esima su 100
- La canzone It Had to Be You, eseguita da Harry Connick Jr., è giunta 60esima nella lista delle 100 migliori canzoni della storia

Nel 2002 Entertainment Weekly inserì la pellicola nella lista delle venticinque migliori commedie romantiche, assegnandole il secondo posto. Nel 2008 la rivista britannica Empire pose la pellicola al novantesimo posto nella lista dei 500 migliori film della storia; all'interno della lista furono inseriti anche ulteriori opere del regista: This Is Spinal Tap, Stand by Me - Ricordo di un'estate e La storia fantastica. Nel 2015 il sito di critica cinematografica Rotten Tomatoes la aggiunse invece nella sua classifica delle migliori commedie romantiche, assegnandole la cinquantesima posizione su un totale di centocinquanta pellicole. Nel 2018 è stata reputata da Vanity Fair come "la migliore commedia romantica mai creata"; nella medesima lista sono presenti anche Insonnia d'amore e C'è posta per te, entrambi scritti da Nora Ephron e rispettivamente alla decima e alla seconda posizione.

## Citazioni e riferimenti
La pellicola contiene al suo interno citazioni, più o meno evidenti, di opere a essa precedenti; sebbene né il regista né la sceneggiatrice siano mai intervenuti in proposito, l'impianto narrativo e la costruzione dei personaggi all'interno di Harry, ti presento Sally… sono stati spesso accostati a due opere di Woody Allen, Io e Annie e Manhattan. A causa della sua fama, il film è stato in seguito omaggiato da numerose altre pellicole e da programmi televisivi, anche in forma di parodia.

### Opere citate nel film
- Durante il loro primo incontro Harry e Sally parlano del film Casablanca e del suo finale; in particolare Sally afferma «Io non vorrei mai passare il resto della mia vita a Casablanca, sposata a uno che gestisce un bar: ti sembrerò una snob ma è così». In seguito, quando i due protagonisti avranno modo di rivedere il film, Sally negherà di aver pronunciato tale frase.
- Mentre si trova in libreria con Sally, per fare all'amica l'esempio di persone che inizialmente si detestano e poi si innamorano, Marie cita La signora scomparsa; tale film è a sua volta un rifacimento di La signora scompare, pellicola del 1938 diretta da Alfred Hitchcock.
- Harry, prima di cantare Il calessino con le frange blu insieme all'amica, cita il musical Oklahoma! come corretta fonte di provenienza della canzone.
- Quando, per la seconda volta, i due protagonisti guardano Casablanca, lo schermo viene diviso esattamente a metà mediante il metodo dello split screen; tale tecnica – che sarà nuovamente usata quando Harry e Sally confesseranno agli amici di aver avuto un rapporto sessuale – è un omaggio alla pellicola del 1959 Il letto racconta..., interpretata da Rock Hudson e Doris Day[135].
- Parlando al telefono con Sally, Harry racconta all'amica di aver continuato a guardare, in preda alla tristezza, Il carissimo Billy in spagnolo. Poiché la serie televisiva non era molto conosciuta in Italia, nell'adattamento essa viene sostituita da I Robinson.
- Durante il gioco in cui Sally deve far indovinare agli amici il disegno che sta facendo alla lavagna e rappresentante le «prime parole», Jess associa quest'ultimo a Il pianeta delle scimmie, mentre Harry alla «bocca di Rosemary's Baby» e in seguito al «figlio de L'esorcista». Nell'edizione italiana è stato tuttavia mantenuto solo quest'ultimo riferimento.
- Harry, prima di ricevere una telefonata da Sally, che gli chiede di recarsi a casa sua, è visto leggere il romanzo del 1988 di Robert Ludlum L'agenda Icaro; in particolare si nota che Harry legge fin da subito l'ultima pagina, poiché, come aveva precedentemente affermato «quando compro un libro io leggo l'ultima pagina per prima, così se muoio prima di finire so quello che succede».

### Citazioni in opere successive al film
- All'interno di Misery non deve morire, film del 1990 che Reiner ha diretto dopo Harry, ti presento Sally… viene chiaramente mostrata una videocassetta di tale pellicola nel negozio della cittadina in cui Annie Wilkes si reca a fare acquisti.
- All'interno di Insonnia d'amore, pellicola del 1993 diretta da Nora Ephron, il personaggio interpretato da Meg Ryan chiede di potere avere «tè, con bustina a parte», in riferimento alle particolari ordinazioni di Sally.
- Bobby Farrelly, regista della commedia del 1997 Tutti pazzi per Mary, ha affermato di avere sempre tenuto il film di Reiner come punto di riferimento nel corso delle riprese, ritenendo di aver creato "un incrocio tra Harry, ti presento Sally… e Mezzogiorno e mezzo di fuoco, che potrebbe essere persino chiamato Harry, ti stalkero Sally…"[136].
- In Notting Hill, commedia romantica del 1999 diretta da Richard Curtis, l'attore Sanjeev Bhaskar si riferisce alla celebre scena dell'orgasmo parlando di Meg Ryan come "l'attrice che ha un orgasmo ogni volta che la porti fuori per un caffè".
- Harry, ti presento Sally… è stato d'ispirazione per numerose commedie romantiche, tra cui Boys and Girls - Attenzione: il sesso cambia tutto, Sballati d'amore - A Lot Like Love e Certamente, forse, le quali lo citano al loro interno e ne riprendono la struttura[137][138][139]. La pellicola è stata d'ispirazione anche per serie televisive quali Seinfeld e The Mindy Project[118].
- Il film ha ricevuto nel 2004 un rifacimento ad opera di Bollywood: Io & tu - Confusione d'amore[140]; un'ulteriore film di Bollywood, Jab Harry Met Sejal, ha usato nel 2017 il medesimo titolo dell'opera di Reiner come omaggio, pur avendo una trama completamente diversa e suscitando per questo numerose polemiche tra gli spettatori[141].
- Negli Stati Uniti, Harry, ti presento Sally… ha reso comune – nell'ambito delle relazioni affettive e amorose – l'uso dei termini transitional person e high-maintenance[142][143]; essi, nell'adattamento italiano, sono stati rispettivamente resi come signore di passaggio e [persona ad] alto mantenimento.

### Parodie
- Nel 2011, Billy Crystal ha ironicamente girato con Helen Mirren un seguito di Harry, ti presento Sally… dalla durata di cinque minuti e intitolato Grampires - When Sharon Bit Harry…; al suo interno Billy Crystal propone ad alcuni produttori un'idea per la realizzazione di un sequel, secondo la quale dopo la morte di Sally, Harry s'innamora dell'anziana Sharon. Quest'ultima tuttavia è un vampiro, e per vivere insieme all'amato decide di trasformare anche Harry in una tale creatura[144].
- I Griffin hanno reso omaggio al film all'interno del quinto episodio della sesta stagione, Lois uccide Stewie; prima di sparare a Stewie, Peter esclama la frase «quello che ha preso la signorina», ritenendola una frase d'effetto per un film d'azione. La celebre battuta è stata in seguito ripresa in due film d'animazione: nel 2005 da Robots e nel 2007 da Ratatouille.
- Nella scena iniziale de I perfetti innamorati, film del 2001 scritto e interpretato da Billy Crystal, si parla del film Autunno con Greg e Peg, il quale risulta essere una parodia della scena in cui Harry e Sally camminano nel parco confidandosi alcune loro fantasie ricorrenti.
- Nell'episodio La ramificazione dell'estrazione, il dodicesimo della settima stagione della sitcom The Big Bang Theory, in una scena al ristorante "Cheesecake Factory" Howard fa notare alla moglie Bernadette che si sarebbe accorto se questa avesse finto di ridere alle sue battute. Così Bernadette dopo una battuta di Howard finge di ridere fragorosamente, inscenando una parodia della famosa scena dell'orgasmo femminile simulato, a cui poi Howard risponde «Beh, sappi che io fingo i miei orgasmi», rendendo evidente la citazione al film.